# 龍蔵寺 (丹波篠山市)
龍蔵寺（りゅうぞうじ）は兵庫県丹波篠山市にある天台宗の寺院。山号は太平山（たいへいざん）。本尊は千手千眼観世音菩薩。丹波古刹十五ヶ寺霊場第1番。境内山中の愛宕堂に勝軍愛宕地蔵尊をお祀りしている為、通称として「愛宕さん」とも呼ばれる。武庫川の源流に位置している。古来より僧侶養成の修行道場として成り立ってきたため、檀家の無い寺院である。古来から伝わる様式を現代にも受け継ぎ護摩法要並びに密教修法を執り行っている。

## 本尊
- 千手千眼観世音菩薩本尊（千手千眼観世音菩薩）

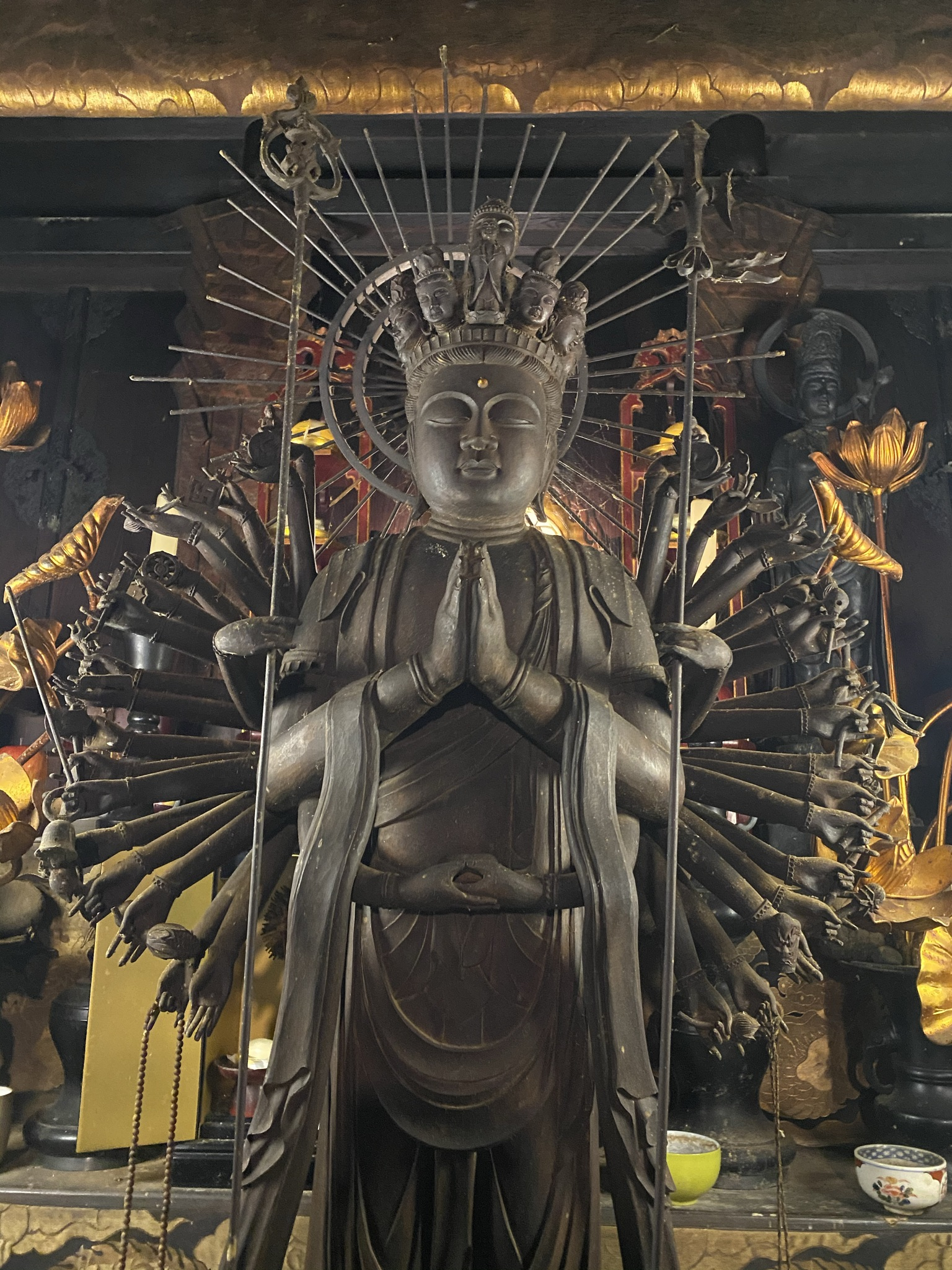
本尊（千手千眼観世音菩薩）

- ご真言：おん ばさら だるま きりく そわか

## ご詠歌

### 龍蔵寺ご詠歌
雲深く　龍も藏れて（かくれて）護る（まもる）らん　利生（りしょう）も高き　法（のり）の御山（みやま）を

### 丹波西国三十三ヶ所観音霊場ご詠歌
浮雲に　龍もかくるる　山なれば　高き利生（りしょう）を　のぞむ天上

### 多紀郡四国八十八箇所霊場ご詠歌
願いおば　佛蔵（ぶつぞう）　龍に入れはてて　菩提（ぼだい）の月を見まくほしさよ

## 歴史と伝承
古くからの山岳信仰の行場として人々に親しまれ、山に入り心や体を禊いで山の精気をもらい帰っていく信仰の場として存在していた。後になって天台宗の教義に帰依して、次第にお堂や行場が整備されていき、やがて修行を中心とした寺に発展していった。多紀三山（龍蔵寺、高仙寺、文保寺）の一つとして栄えた。
江戸期には山を越えた向こうの集落である母子（三田市）より、かや（茅）の束を山越えで運搬するため、境内地を通行するための許可を願う古文書が残っている。現在は廃れているが、母子から篠山へ抜ける山越えの峠道が利用されていた。（武庫川源流をさらに母子側へ上り抜ける道）
愛宕山山中に残る、太く成長した茶の木は、そこに生活する修行僧が茶を栽培し、生活の糧とした名残である。古地図にも山中の茶園部分が黄色く塗られ記されている（寺領の山の約5分の3程度のエリア）

### 伝承

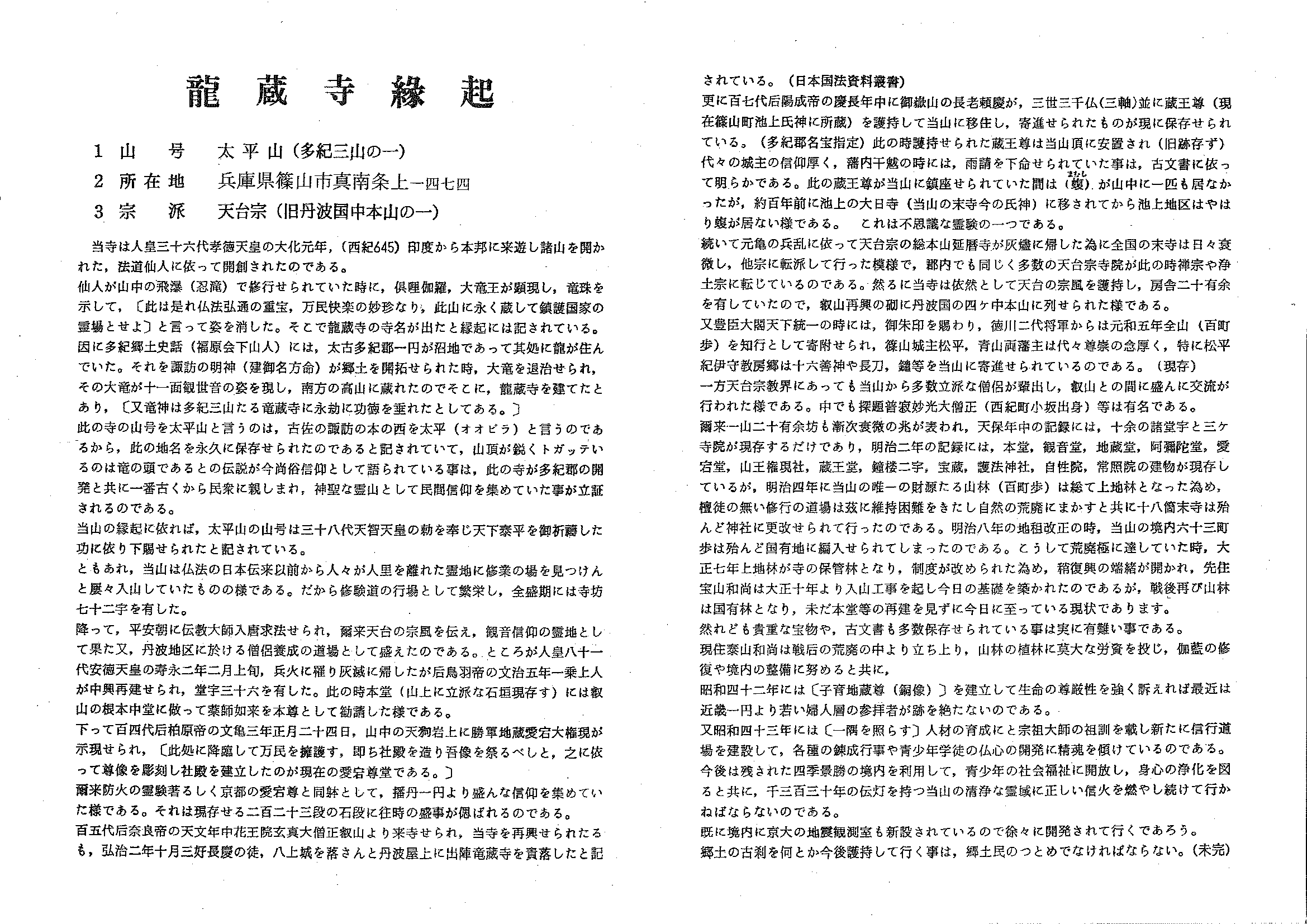
昭和40年代に作成された龍蔵寺縁起

1. 法道仙人が愛宕山中にある忍の滝で修行していた時に、大きな龍（倶利伽羅大龍王）が現れ、龍珠を見せて「此れは是れ仏法弘通の重宝、万民快楽の妙珍なり、此山に永く蔵して（かくして）鎮護国家の霊場とせよ」と言い姿を消した。（後述、縁起にて現代文訳あり）
2. 『多紀郷土史話』[5]によると、太古の昔、篠山盆地は大きな湖で龍が住む所であった。諏訪明神（建御名方命）が田畑を開拓しようとした時、大竜を退治し、その大竜が十一面観音に姿を変えて、南方の高山に蔵れた（かくれた）ので、そこに龍蔵寺を建てた。（また、竜神は多紀三山たる竜蔵寺に永劫に功徳を垂れたとされている）

## 縁起

### 飛鳥時代
大化元年（645）飛鳥時代の人皇36代孝徳天皇の時代。インドより来遊し、諸山を開いた法道仙人によって開山。
法道仙人が愛宕山中にある忍の滝（しのぶのたき）で修行していた時に、大きな龍（倶利伽羅大龍王）が現れ、龍珠を見せて「これは仏法を広く伝える宝の珠である。多くの民を平安に過ごさせる妙なる力があるものなり。この山に末永く龍珠を蔵して（かくして）鎮護国家の霊場とせよ」と言い姿を消した。そこで龍蔵寺の寺名ができた。
38代天智天皇（在位668-672）の勅命で天下泰平を祈祷した功績で山号の太平山を授けられたと記録にある。
仏法の日本伝来以前から人里を離れた霊地に修業の場をみつけようと、人々が数多く入山していた様であり、修験道の行場として繁栄し、全盛期には寺坊72宇を有していた。丹波地区における僧侶養成の道場として栄えた。現在でも山中に行者道や僧坊の跡が数多くみられる。

### 平安時代
寿永2年（1183）2月上旬、兵火に罹り灰燼に帰す。平安時代末期の81代安徳天皇の時代。

### 鎌倉時代
文治5年（1189）鎌倉時代初期の後鳥羽帝の時代。比叡山の恵心院一乗上人により兵火で燃えた堂宇36宇を中興再建される。現在、山の中腹にある穴太積み（あのうづみ）の石垣はこの当時の本堂（根本薬師堂）の跡である。比叡山の根本中堂に倣って薬師如来を本尊として勧請したようである。

### 室町時代（戦国時代）

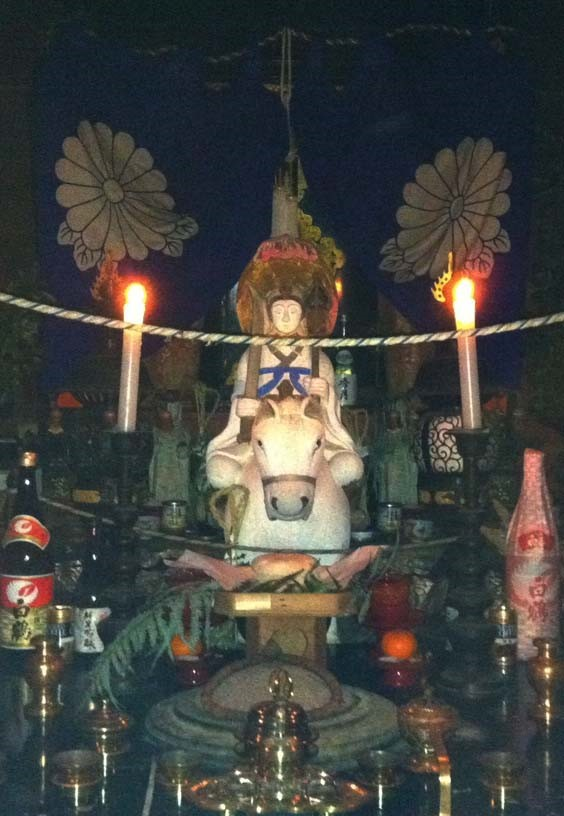
愛宕堂に祀られている勝軍愛宕地蔵尊

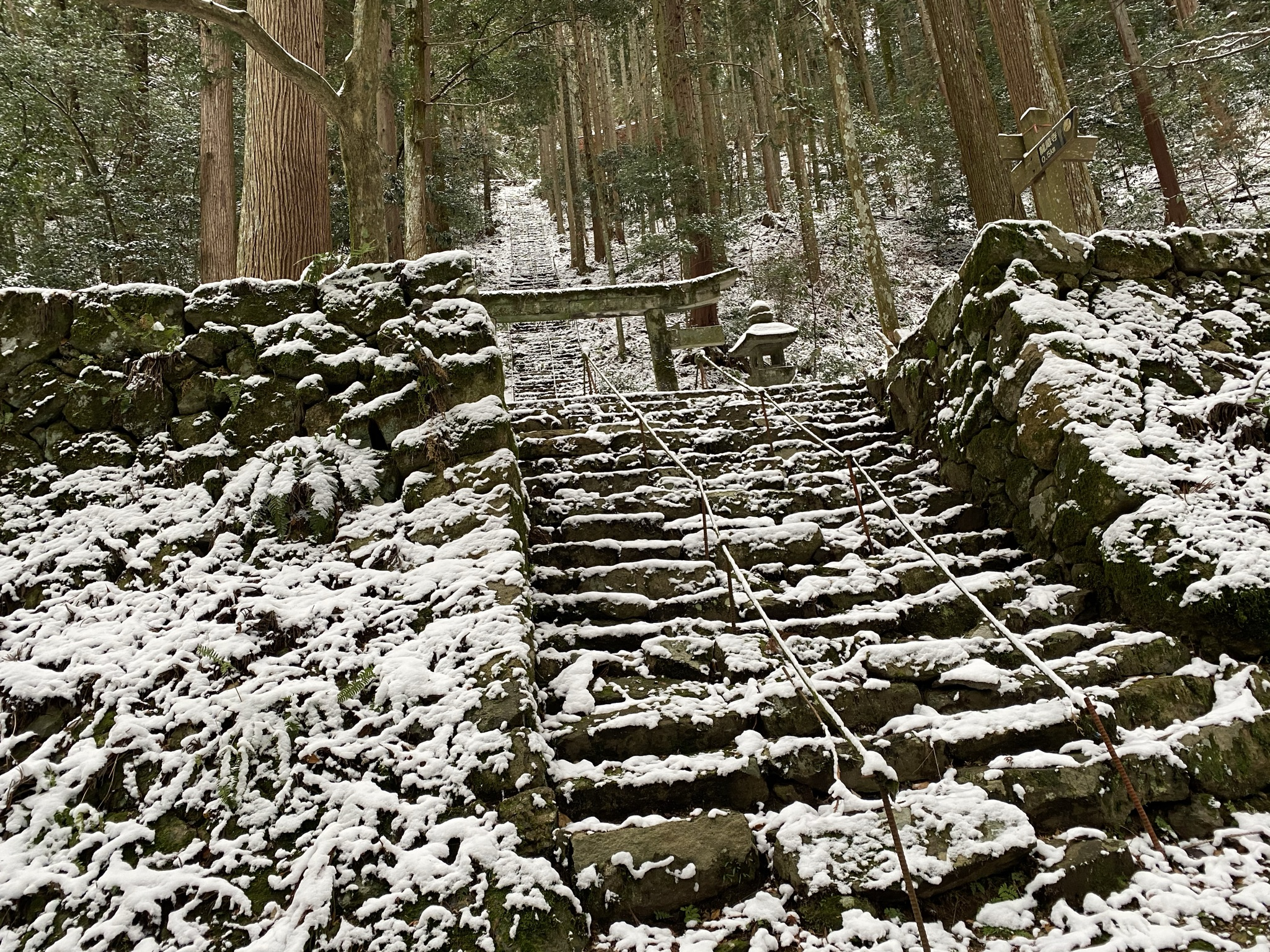
愛宕堂へ続く223段の石段。奥の林間に愛宕堂が見える。

文亀3年（1503）室町時代期の（戦国時代）104代後柏原帝の時代。1月24日愛宕山天狗岩に勝軍地蔵愛宕大権現が現れる。「ここに降り立ち広く民衆を護るから、ここにお堂を建てて愛宕尊を祀るよう」命じた。白馬に乗り鎧兜をまとった地蔵尊である。防火の霊験が著しく、京都の愛宕尊と同じ姿だとして、播州一円より盛んな信仰を集めていた様である。お堂への参道には223段の石段があり、厄除けの意味も石段の数に含められている。毎年2月24日、8月24日にはこの地蔵尊の大祭が行われている。
天文年間（1532-1555）戦国時代後期105代後奈良帝（在位1526-1557）の時代。比叡山の花王院玄真大僧正が来寺し、再興。
弘治2年（1556）10月三好長慶の兵が、八上城を落さんと丹波屋上（ヤカミ）に出陣、竜蔵寺を責落したと古文書に記されている。
元亀2年（1571）戦国時代末期。兵乱（比叡山焼き討ち）によって天台宗の総本山延暦寺が灰燼に帰した為に全国の末寺は日々衰微し、他宗に転派して言った模様で、多紀郡内でも同じく多数の天台宗寺院がこの時、禅宗や浄土宗に転じている。しかしながら、当寺は依然として天台の宗風を護持し、房舎20有余を有していたので、比叡山再興の時に、丹波国の四ヶ中本山に列せられた様である。

### 安土桃山時代
慶長年間（1596-1615）安土桃山時代の後期107代後陽成帝（在位1586-1611）の時代。御嶽山の山伏の長老、頼慶が三世三千仏画（3軸）と蔵王尊を護持して当山に移住し、寄進。三世三千仏画は現在でも祀られている。蔵王尊は愛宕山山頂に安置され、（蔵王堂旧跡が存在したが、現在は位置不明）代々の篠山城主の信仰厚く、篠山藩内が旱魃の時には、雨請を下命されていた。蔵王尊は当山の末寺である丹波篠山市池上の大日寺（現在は御刀代神社）に安置されている。
豊臣秀吉天下統一の時には、御朱印を賜った。

### 江戸時代
元和5年（1619）江戸時代第２代将軍徳川秀忠により愛宕山全山（百町歩）を知行地として寄進される。その後も、篠山城城主松平公、青山公の御祈願所となる。松平紀伊守教房により十六善神仏画、長刀や槍も寄進された。
天和3年（1683）癸亥の年、愛宕堂階段手前、鳥居の前の石灯籠の寄進。

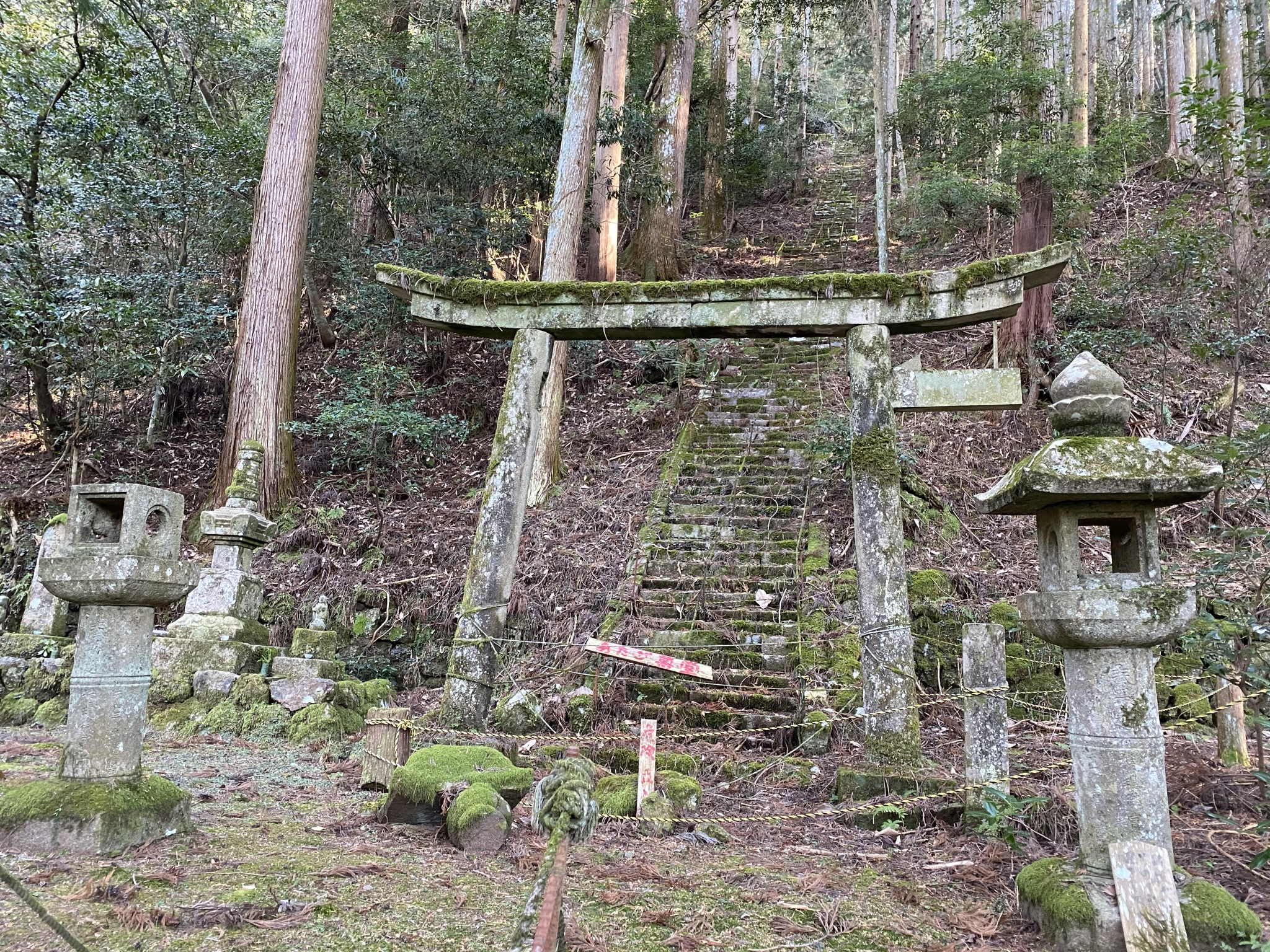
愛宕堂階段前の鳥居と石灯籠

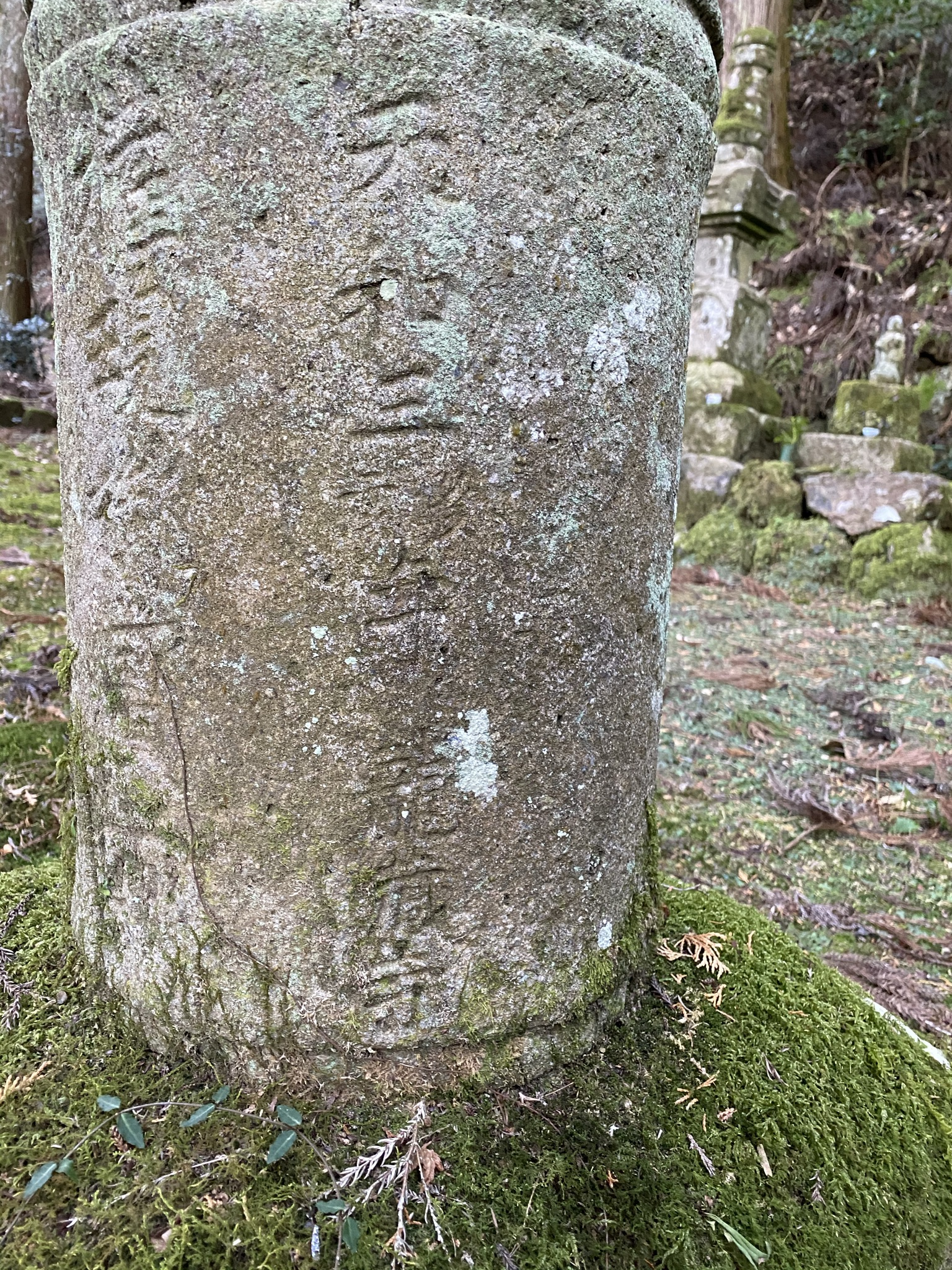
灯篭に天和三　癸亥年　龍蔵寺と彫られているのが確認できる

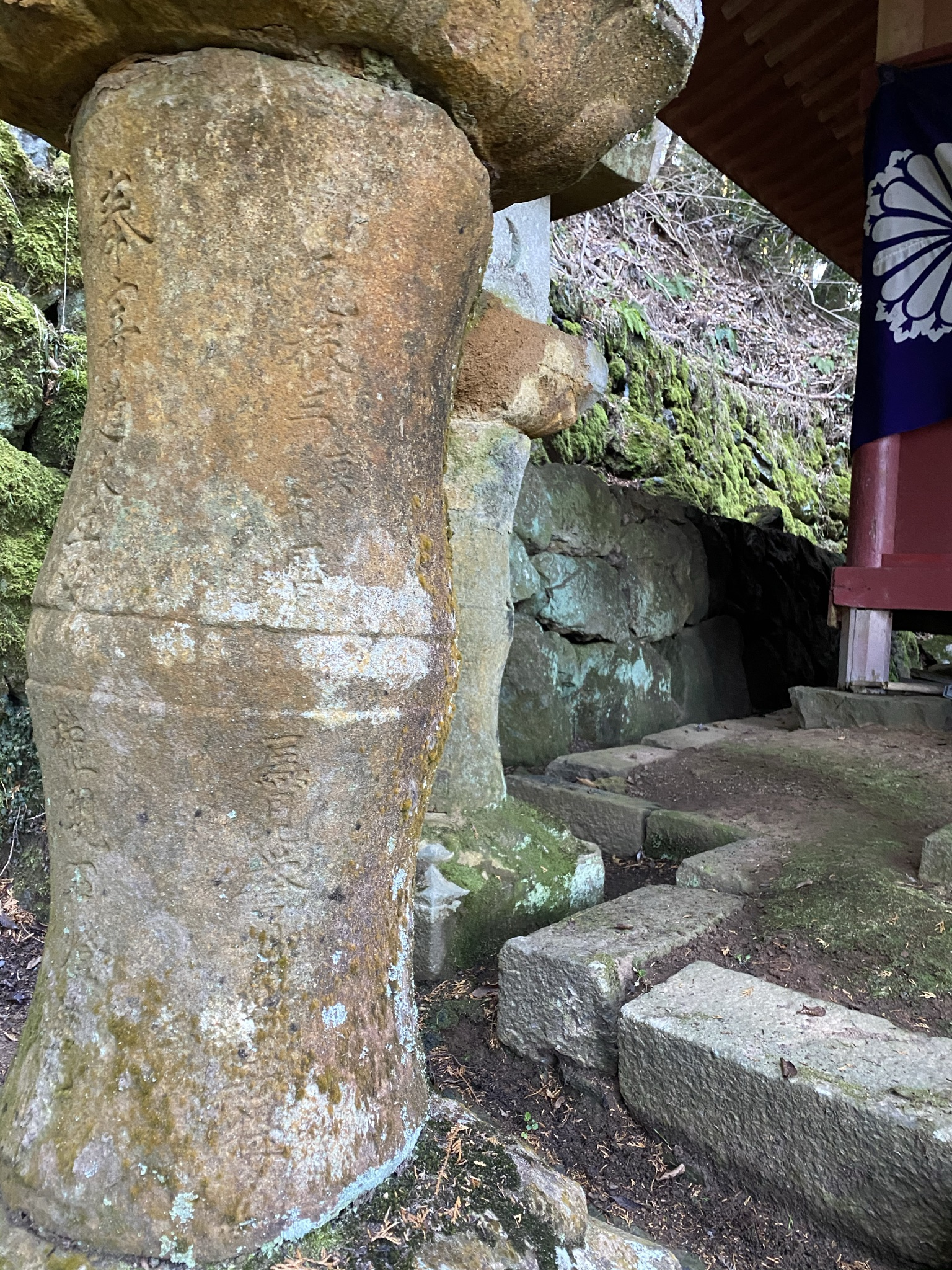
）元禄3年に寄進された石灯籠。彫りに元禄三、庚午の年号が見える

元禄3年（1690）庚午の年、愛宕堂、堂前の石灯篭の寄進。
天台宗教界においても多数の僧侶を輩出し、比叡山との交流も盛んであった様で、その中には探題普寂妙光大僧正（西紀町小坂出身）などがいる。横川鶏足院との交流文書も残されている。
寛政12年(1800)篠山藩主青山忠裕が境内地に干ばつ対策としてため池の築造を開始。この時の内容を記した石碑が田口池のそばに建っている。

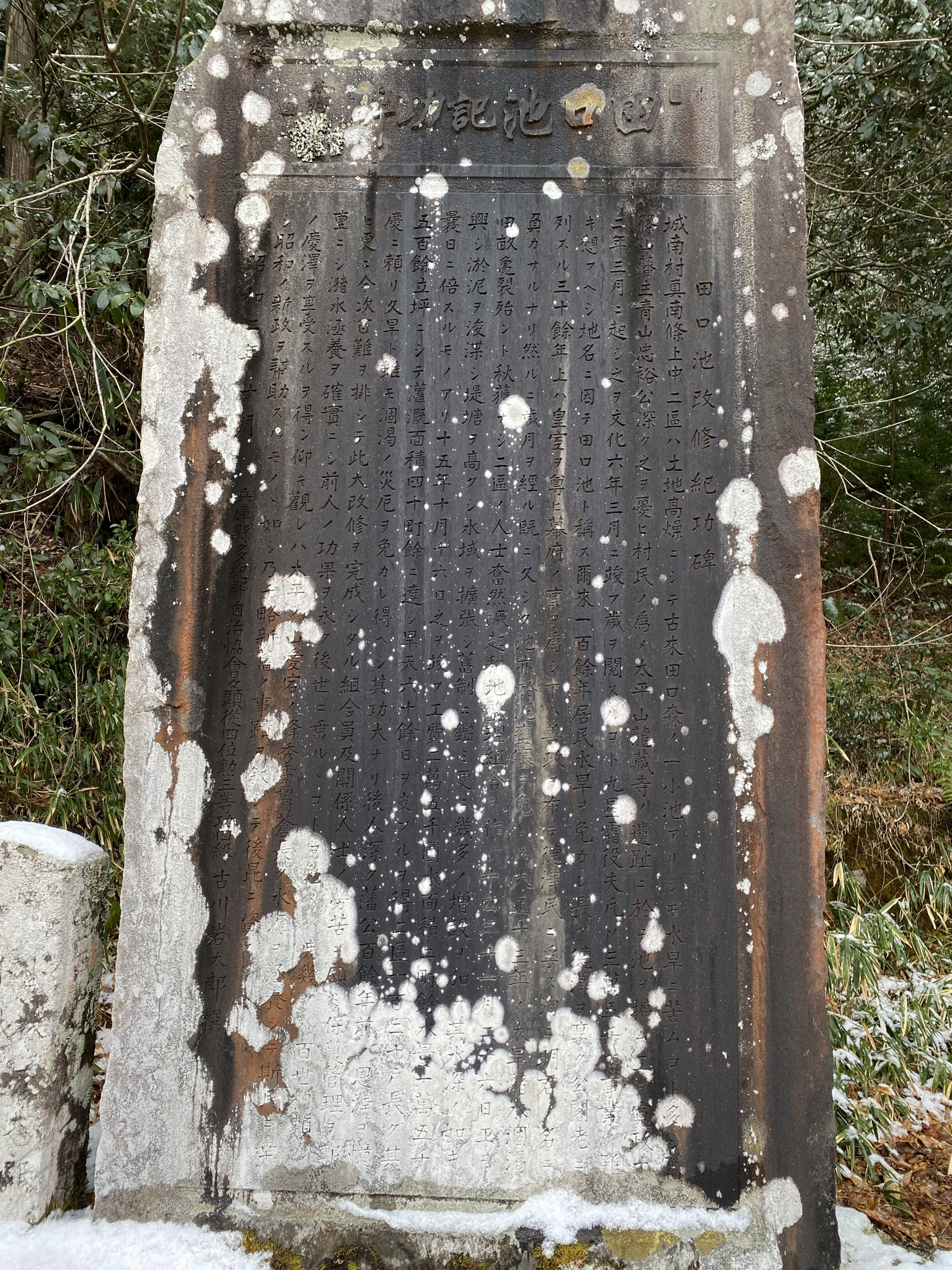
田口池築造の由来を記した石碑

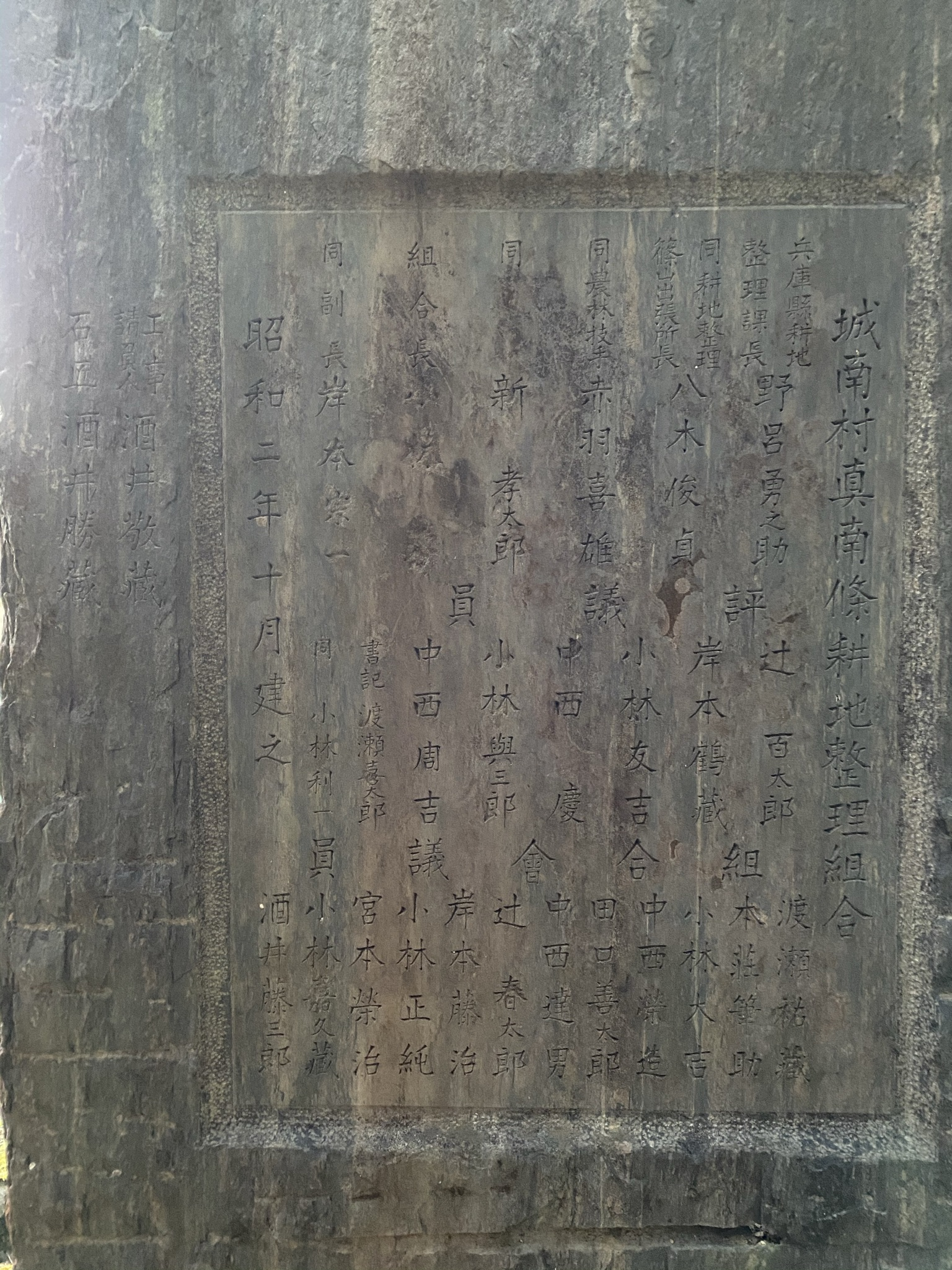
城南村真南條耕地整理組合　昭和2年建之の銘

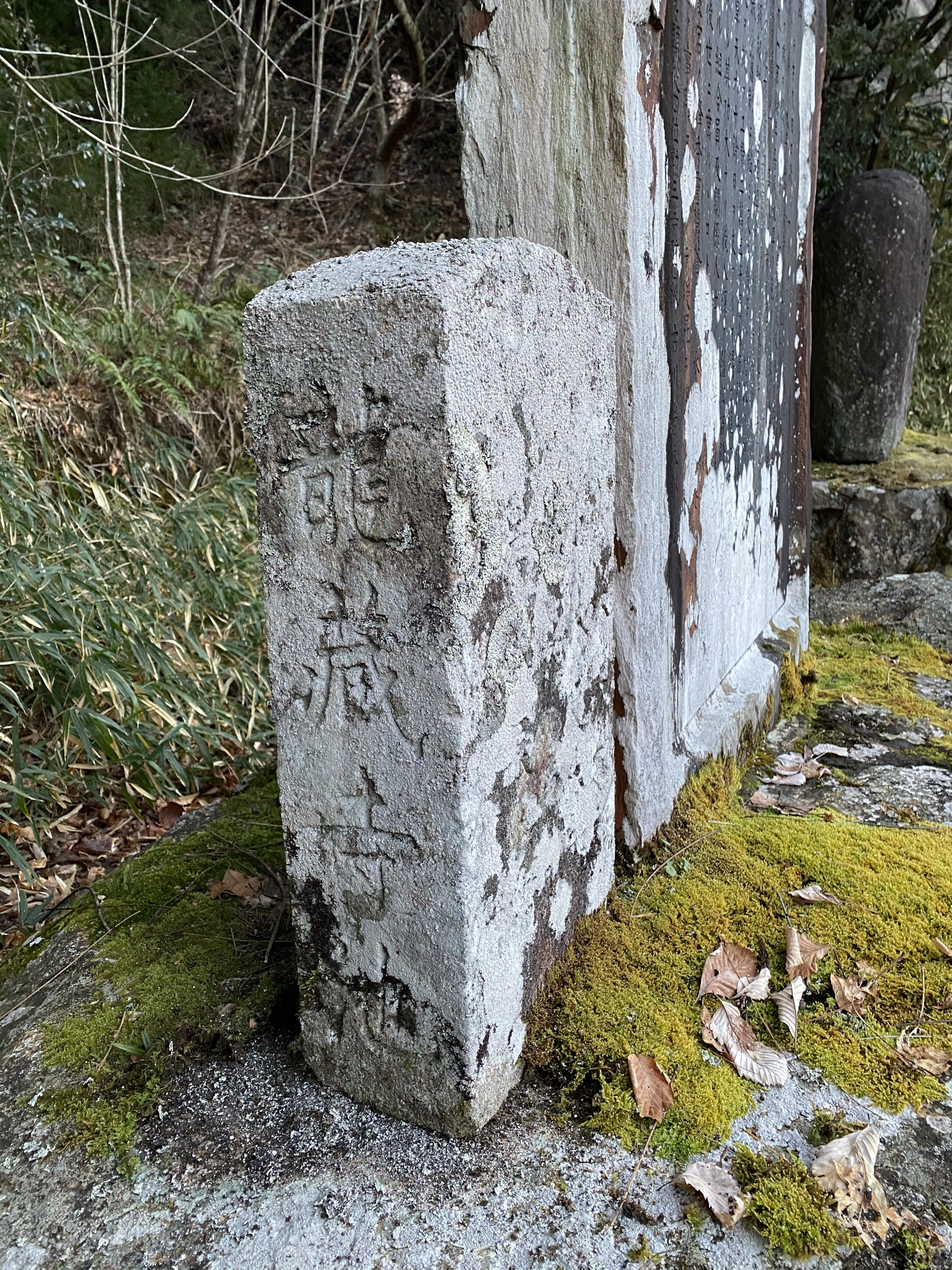
龍蔵寺池の石柱

それからのち、一山20有余坊も次第に衰微の兆しが表れる。
天保年間（1831-1845）の記録には、10余の諸堂宇と3ヶ寺院が現存するだけとなる。

### 明治時代
明治2年（1869）の記録には、本堂、観音堂、地蔵堂、阿弥陀堂、愛宕堂、山王権現社、蔵王堂、鐘楼2宇、宝蔵、護法神社、自性院、常照院の建物が現存しているとある。
明治4年（1871）社寺上地により、唯一の財源である山林（百町歩）はすべて上地林となった為、檀徒のない修行の道場は維持困難をきたし、自然の荒廃にまかすと共に18ヶ末寺はほとんど神社に更改されていった。
明治8年（1875）地租改正の時、境内63町歩はほとんど国有地に編入された。この時、荒廃を極めていた。

### 大正時代
大正7年（1918）制度が改められ、上地林となっていた山林が寺の保管林となった。
大正10年（1921）慈孝寶山和尚が入山工事を始め、寺域の整備復興の基礎を築く。
その後、慈孝寶山和尚が観音堂、書院を移築、庫裡を現在の僧堂の位置に建てる。

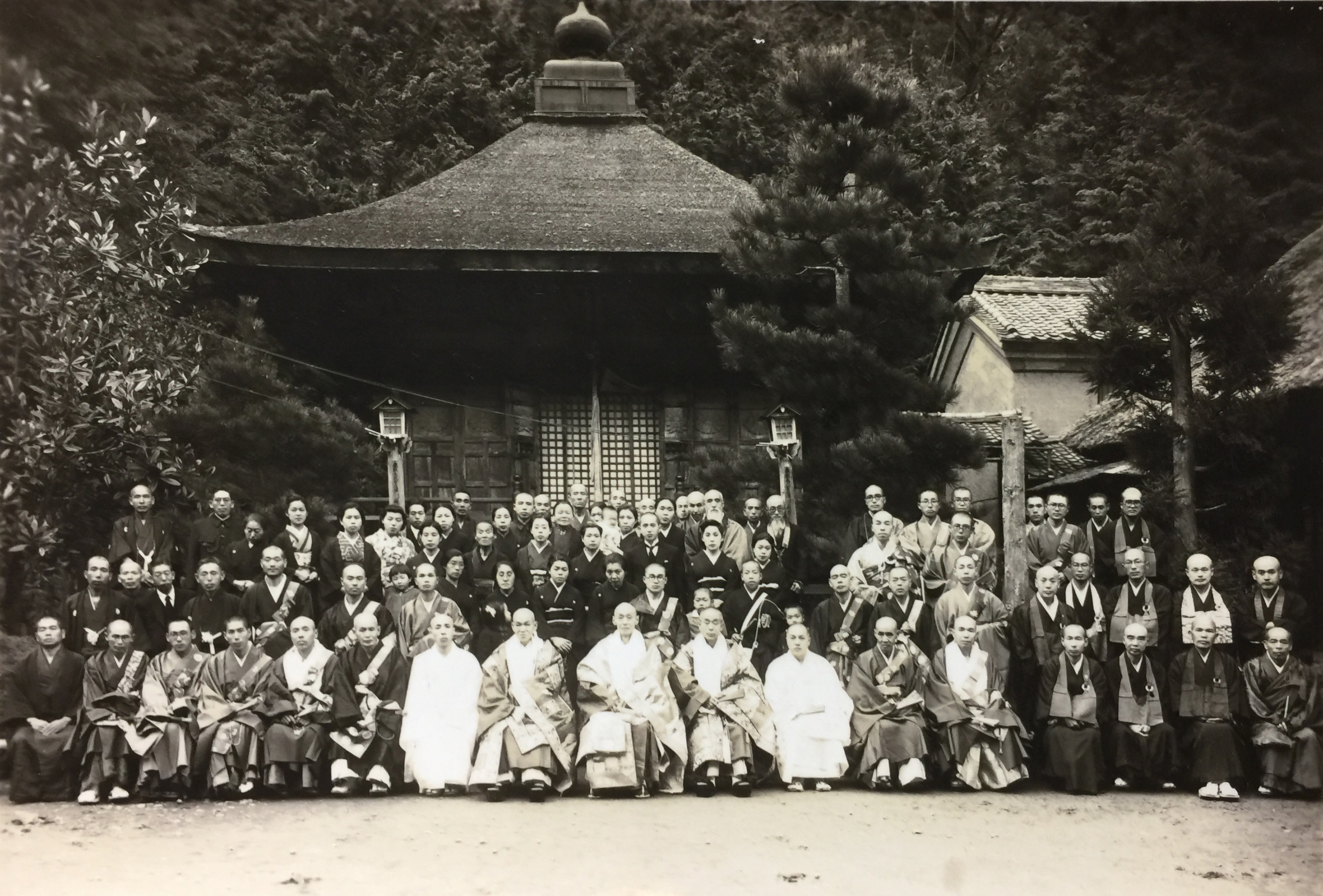
昭和初期の本堂と所縁の僧侶や人々

### 昭和
残されていた山林も第二次世界大戦で軍需用材としてほとんどの木が伐採された。
昭和20年（1945）第二次世界大戦後、慈本泰山和尚は植林を熱心に展開し寺の再建を目指した。
昭和41年（1966）より京都大学の阿武山地震観測所丹南観測室を境内に設置し協力している。

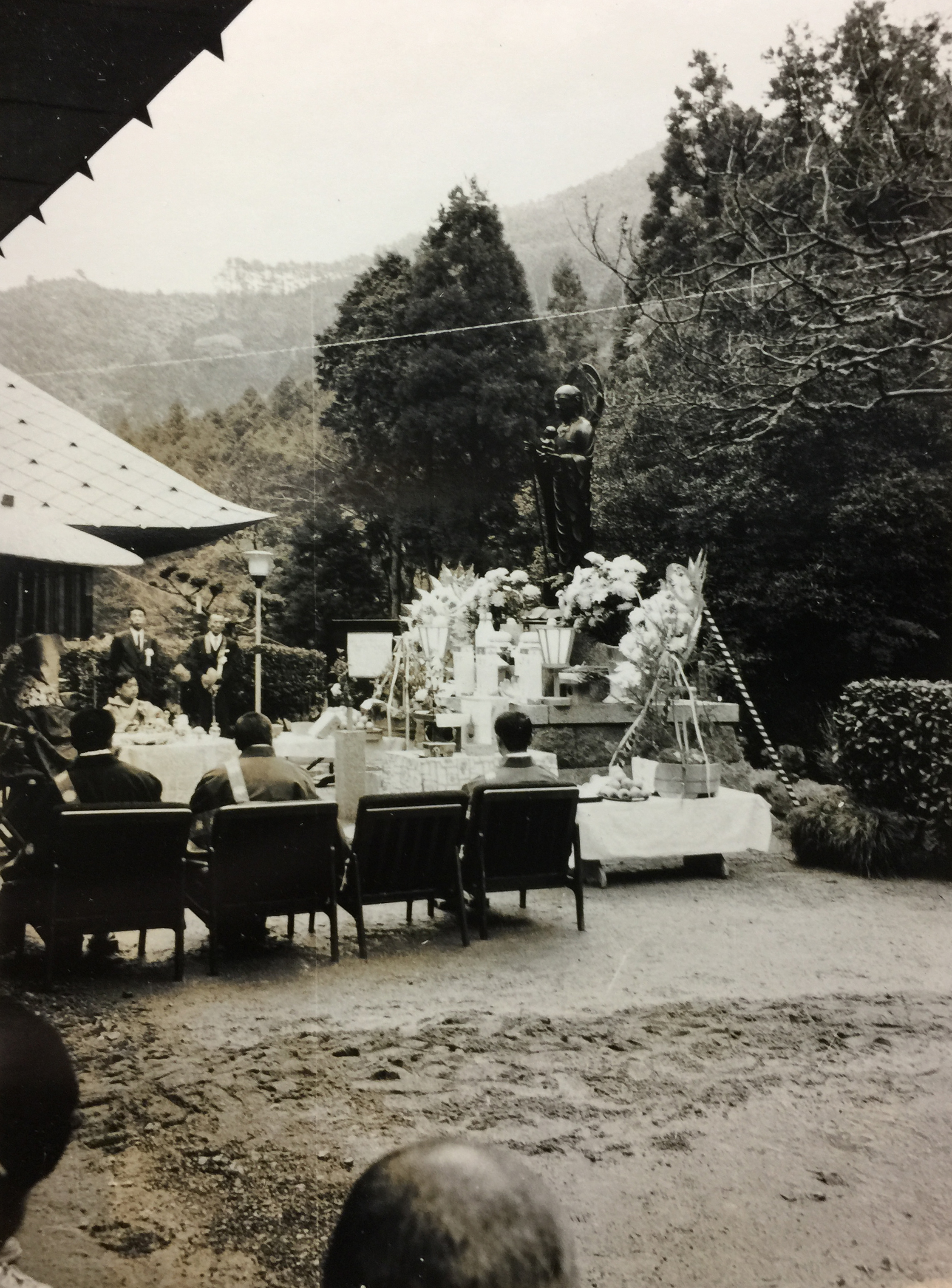
子育地蔵尊建立式典

昭和42年（1967）子育地蔵尊（銅像）を建立し、人材の養成並びに命の尊厳を人々に呼びかけた。
昭和43年（1968）伝教大師の教えである『一隅を照らす』人材育成のために信行道場を建設し、ユースホステルとしてや、各種行事に使用した。
昭和60年（1985）頃より水仙福祉会の活動に賛同して心身のハンディキャップを持つ人たちの活動を支援している。
昭和63年（1988）9月、梵鐘を鋳造。荒廃で失われていた鐘楼の築造に取り掛る。

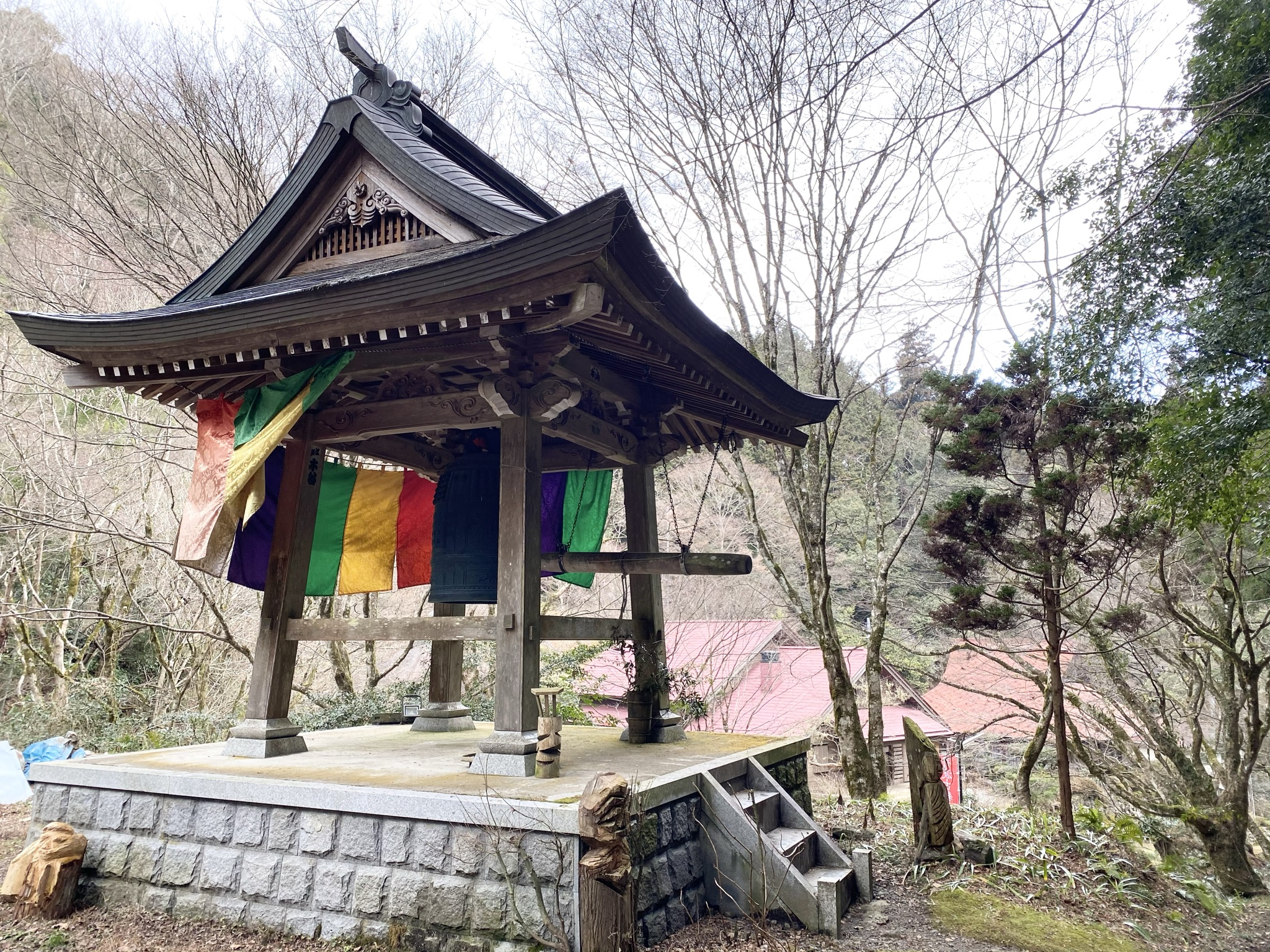
龍蔵寺鐘楼

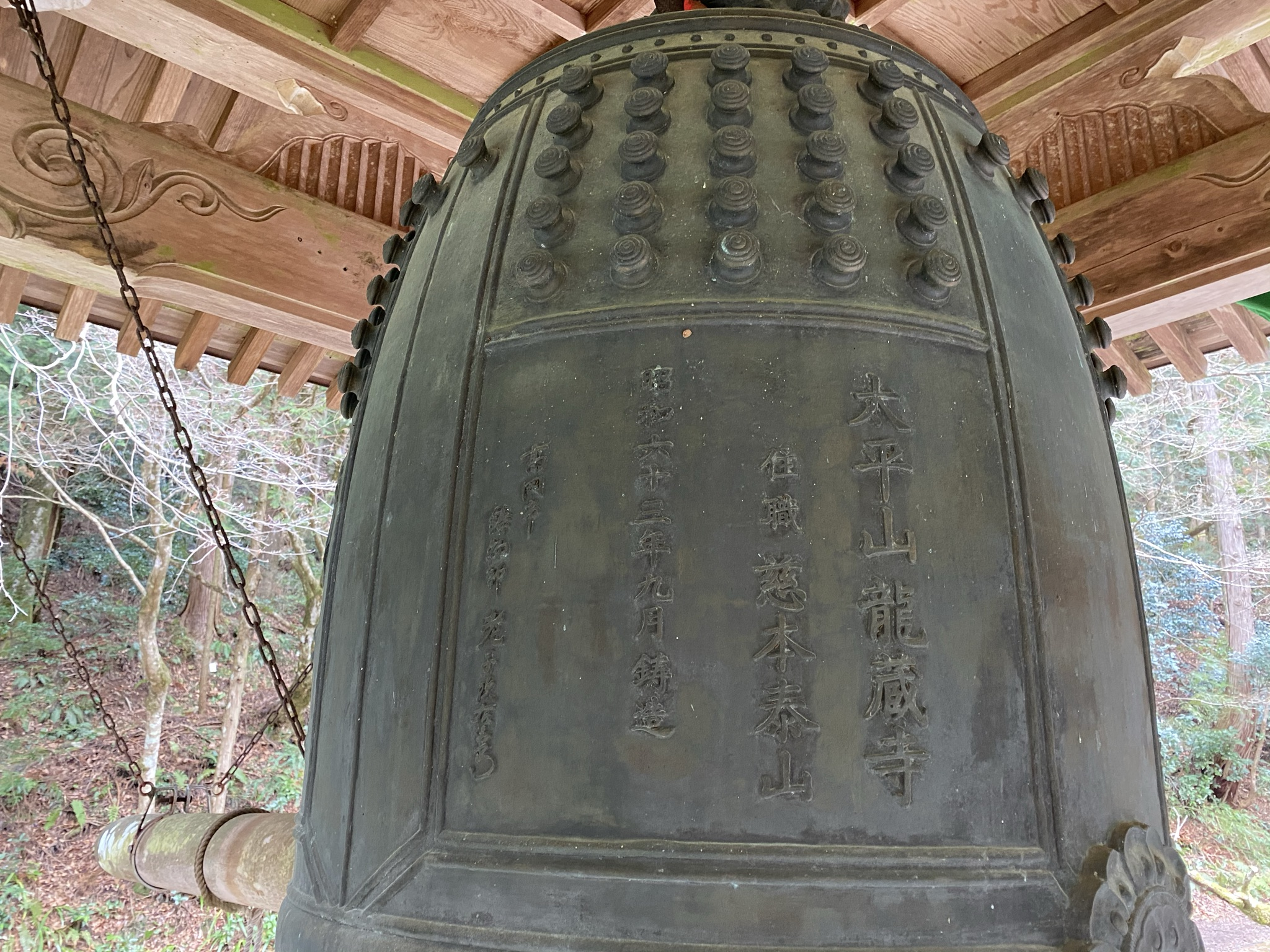
梵鐘に残る住職の名前と鋳造年月、鋳造所銘

### 平成
平成8年（1996）8月27日~28日にかけ降り続いた集中豪雨により、本堂横の庫裡を兼ねた僧堂、及び蔵に土砂が流入、倒壊。武庫川源流からの河川もことごとく荒れる。
平成10年（1998）頃より食の安全や自然環境の保護をテーマに多くの人々と考える機会を持ち取り組んでいる。
平成20年（2008）9月より僧堂の建設に着工。平成21年10月竣工。それに伴い、子育地蔵尊を現在地に移動。
平成30年（2018）6月より本堂屋根に老朽化による穴が開き、檜皮葺ふき替え工事を60年ぶりに着工。8月完成。

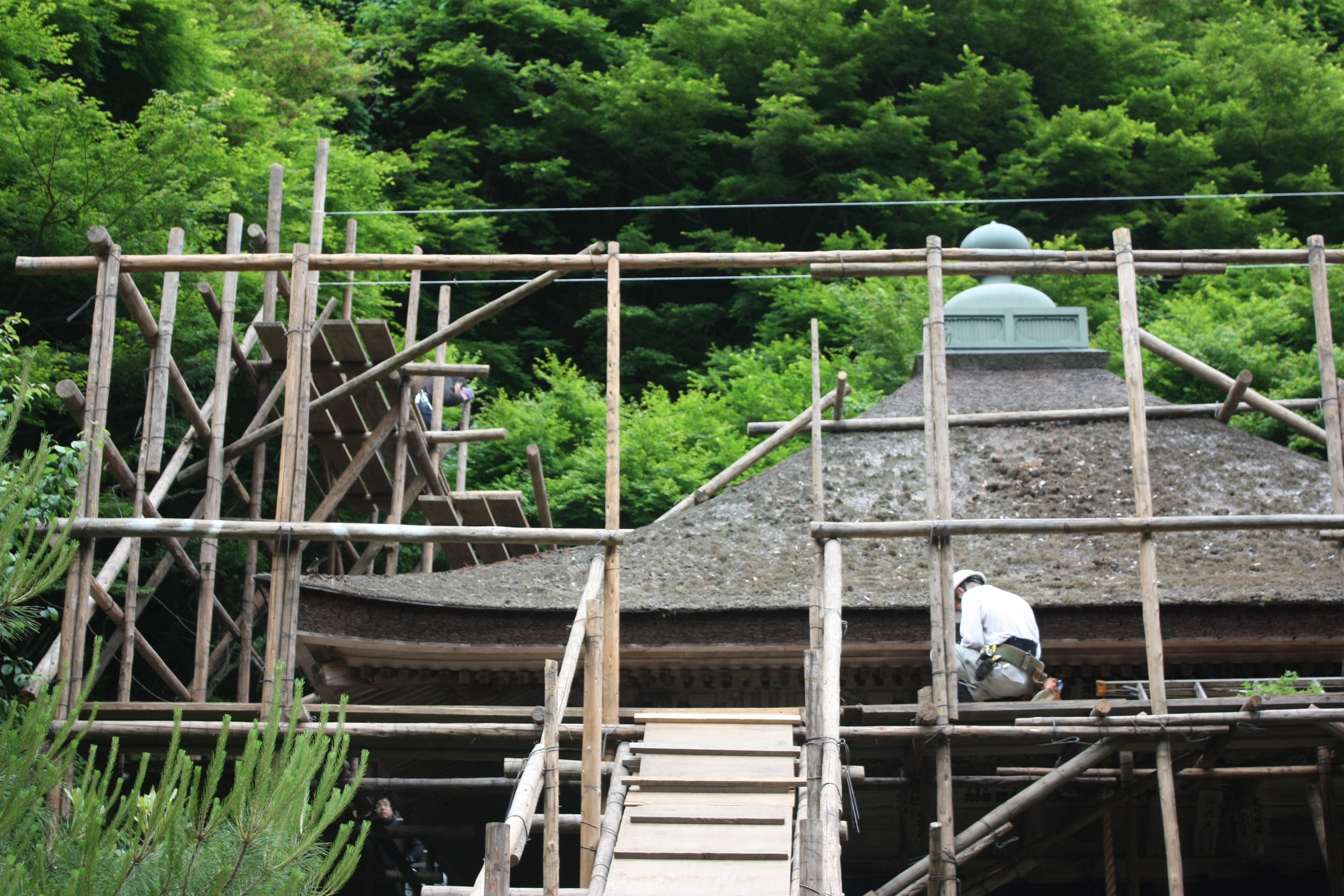
本堂屋根檜皮葺修理足場1
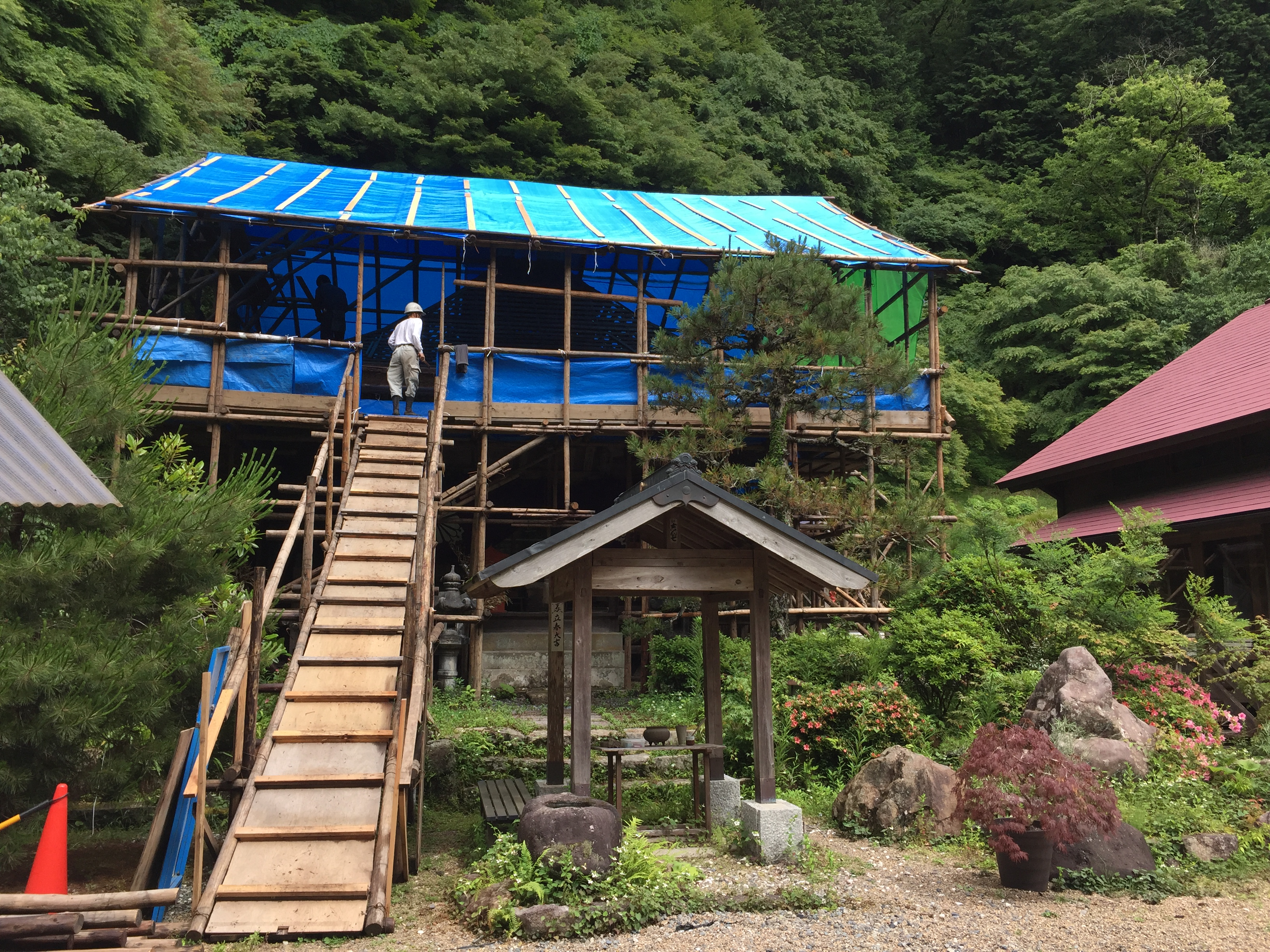
本堂屋根檜皮葺修理足場2
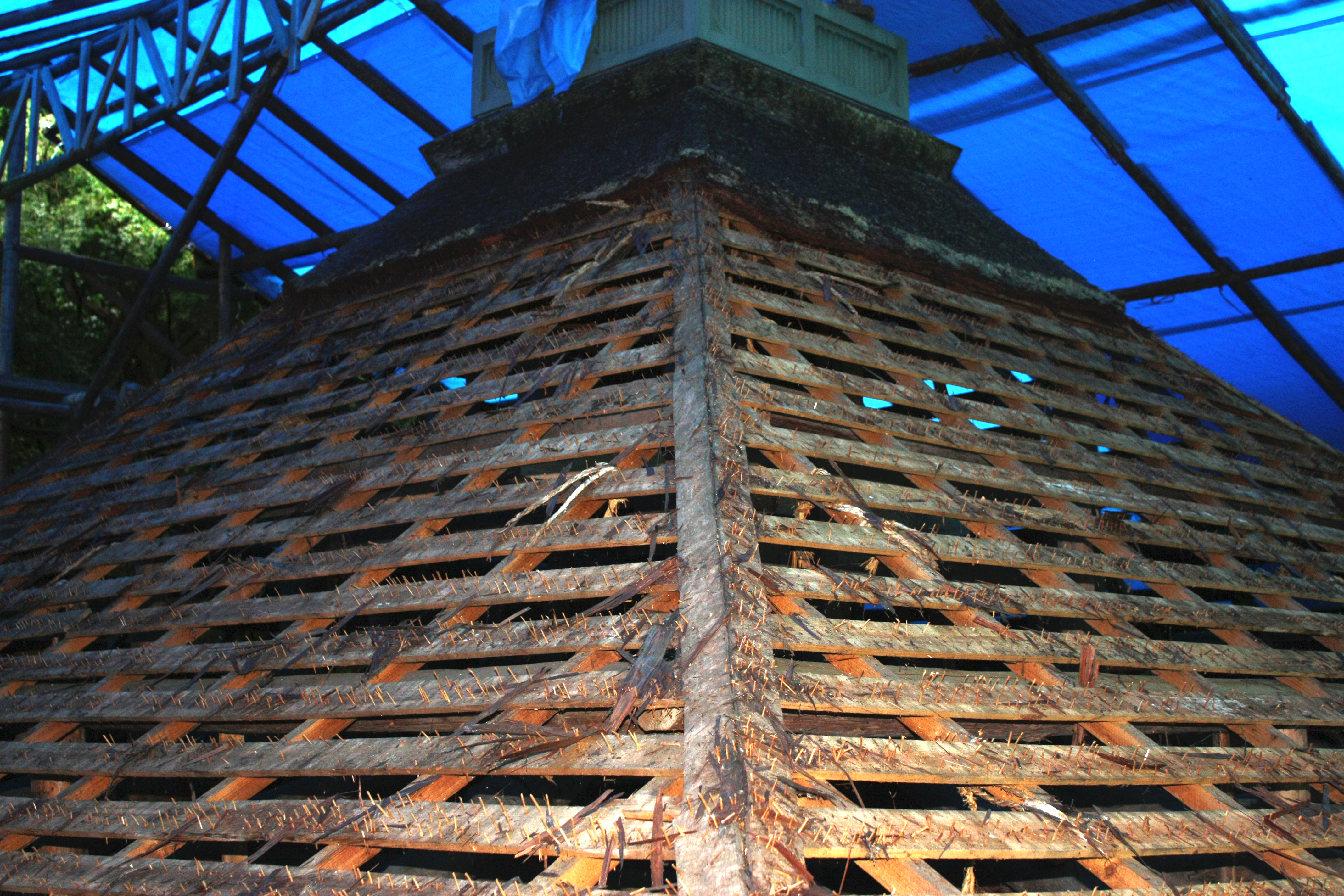
檜皮を取り除いた状態（竹釘が見える）
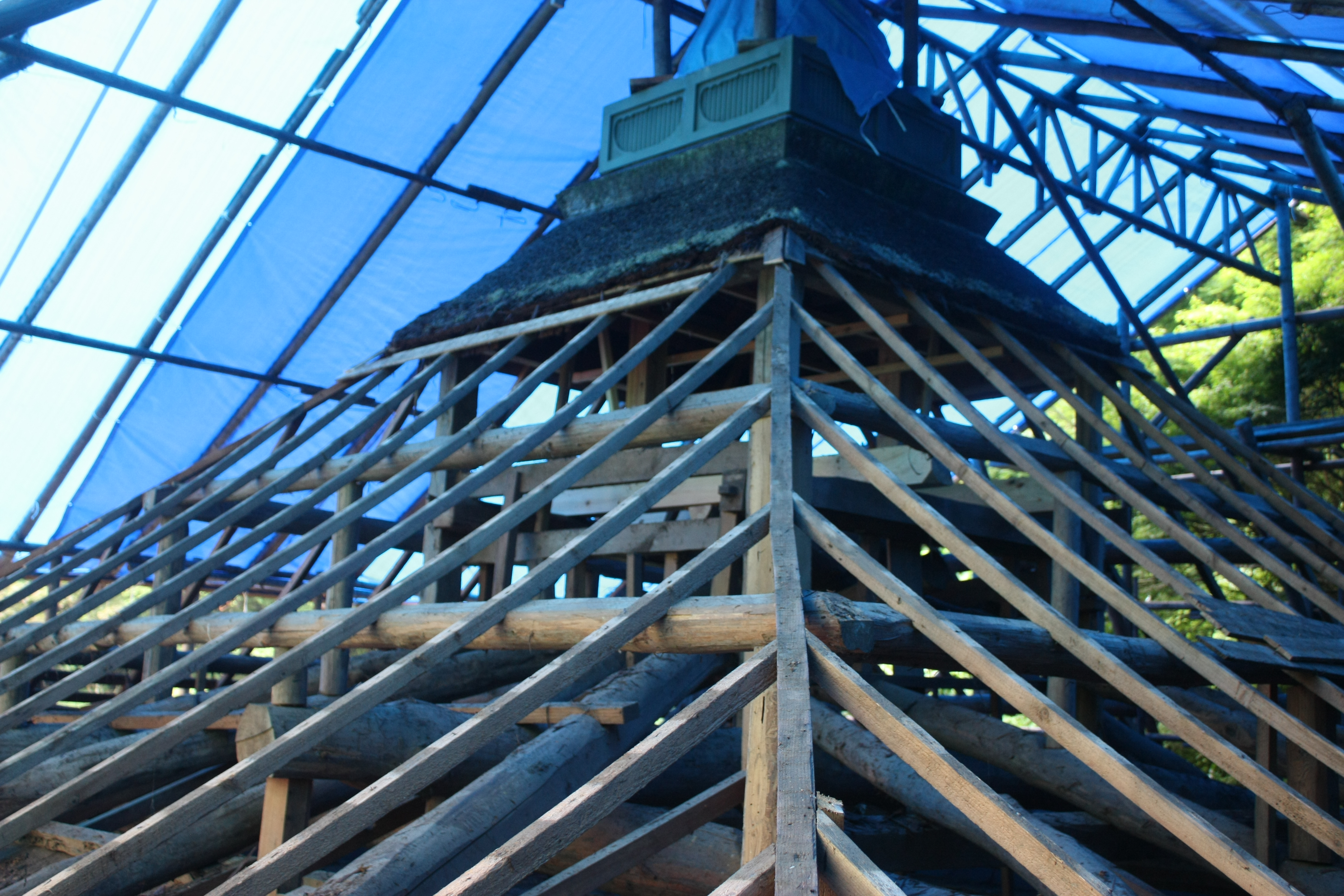
野地板を外した状態（やぐらの様な作り）
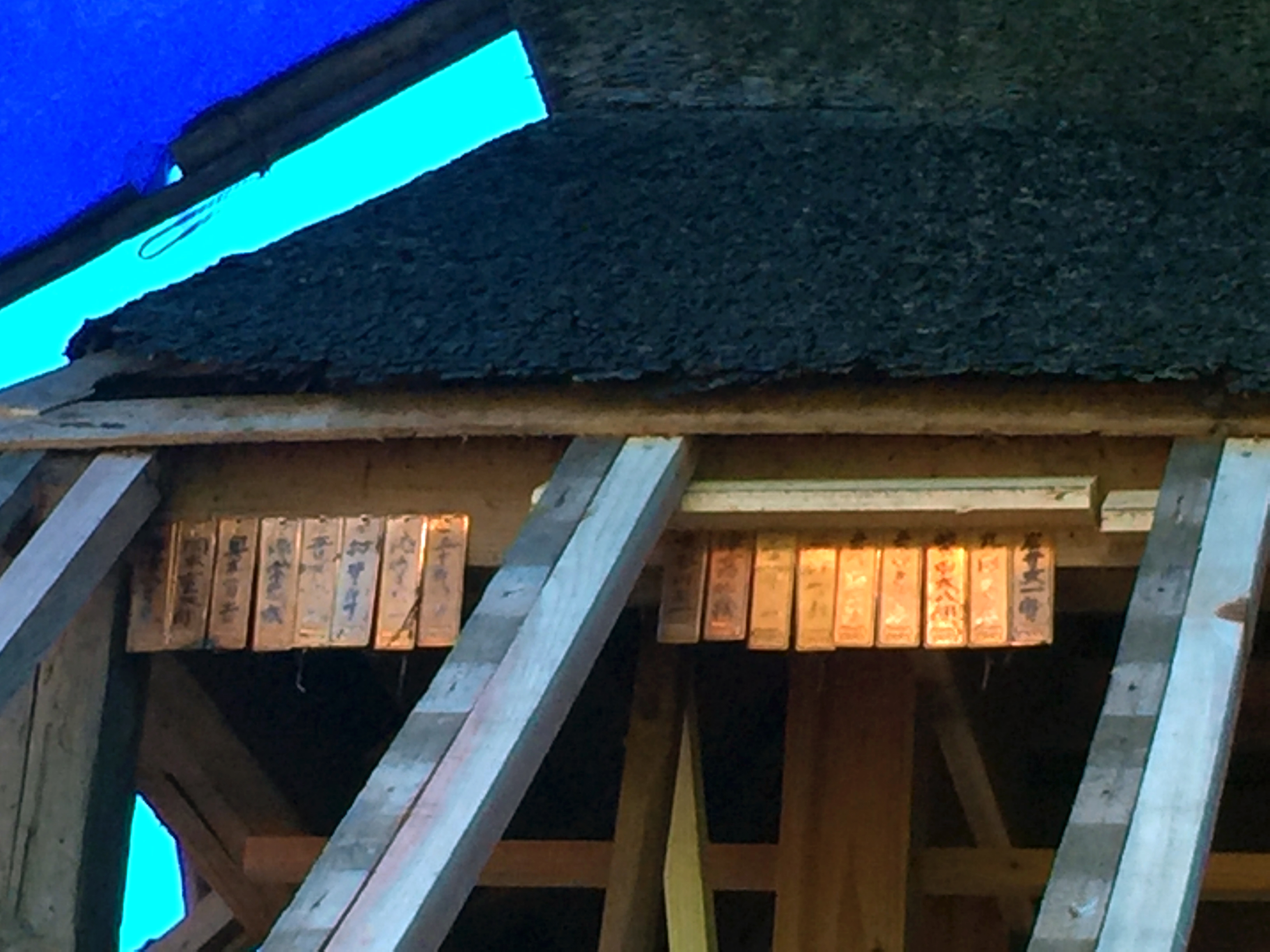
昔の修復の際の寄進札
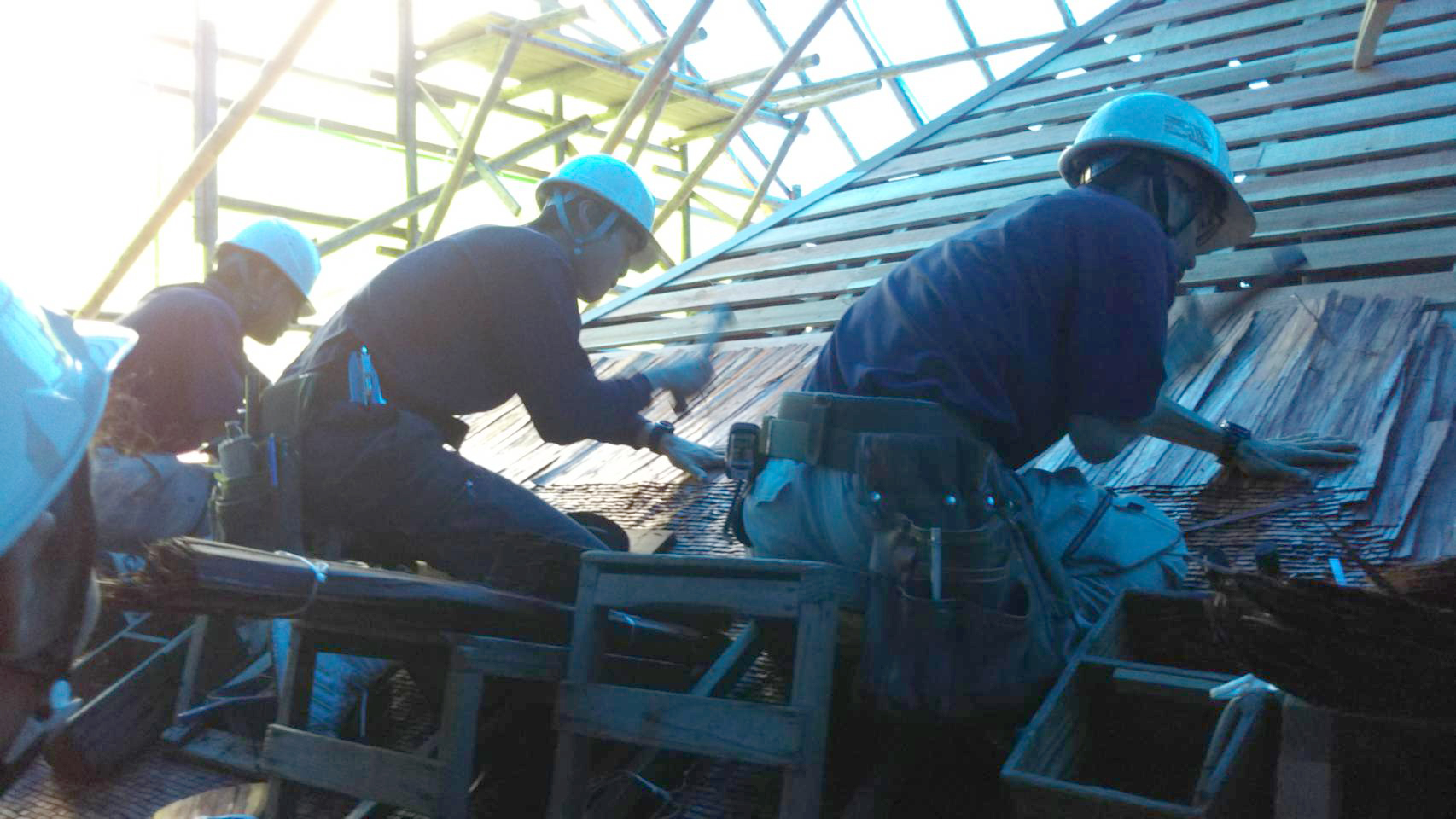
職人による手作業での檜皮の固定
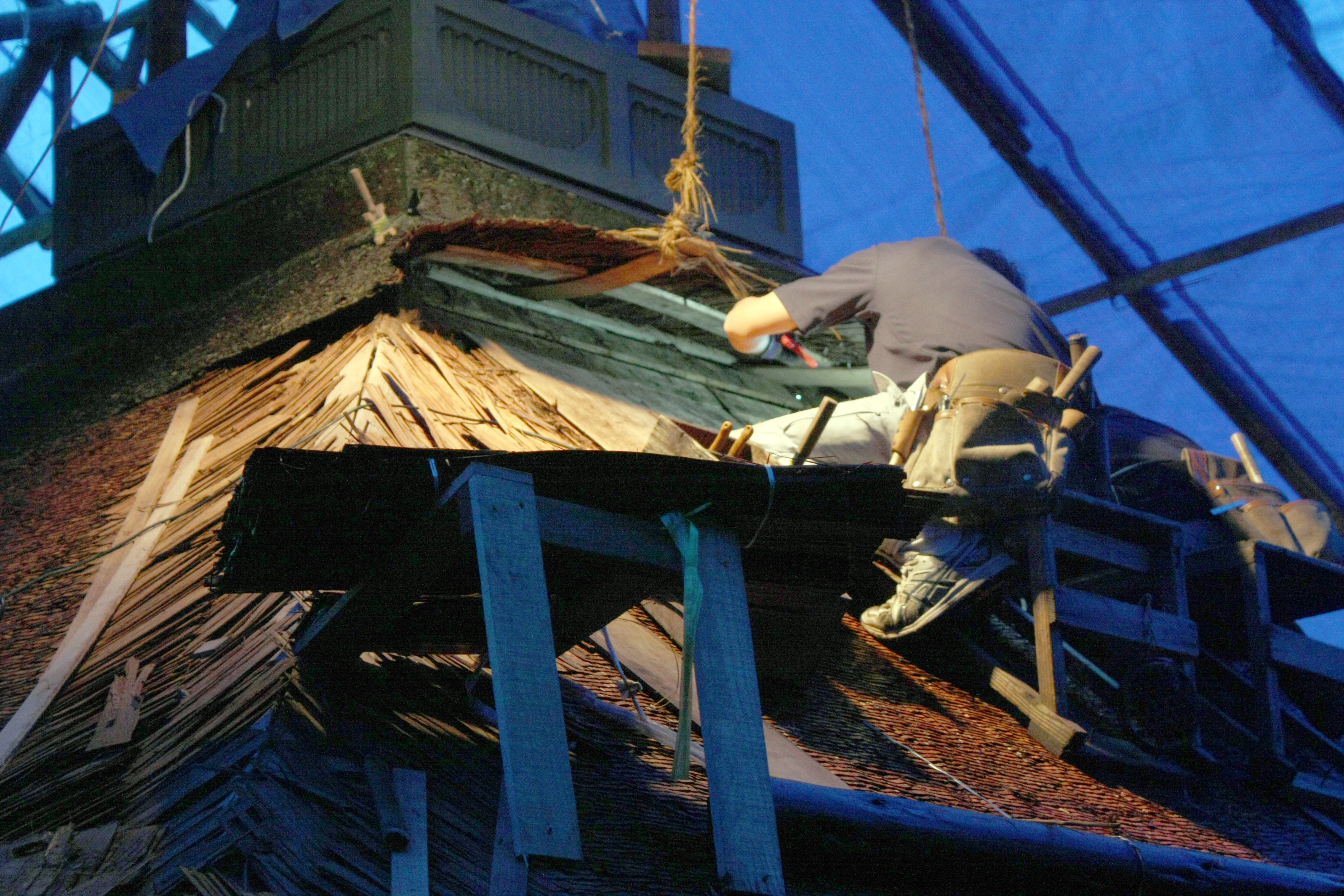
以前修理した宝珠部分との接合
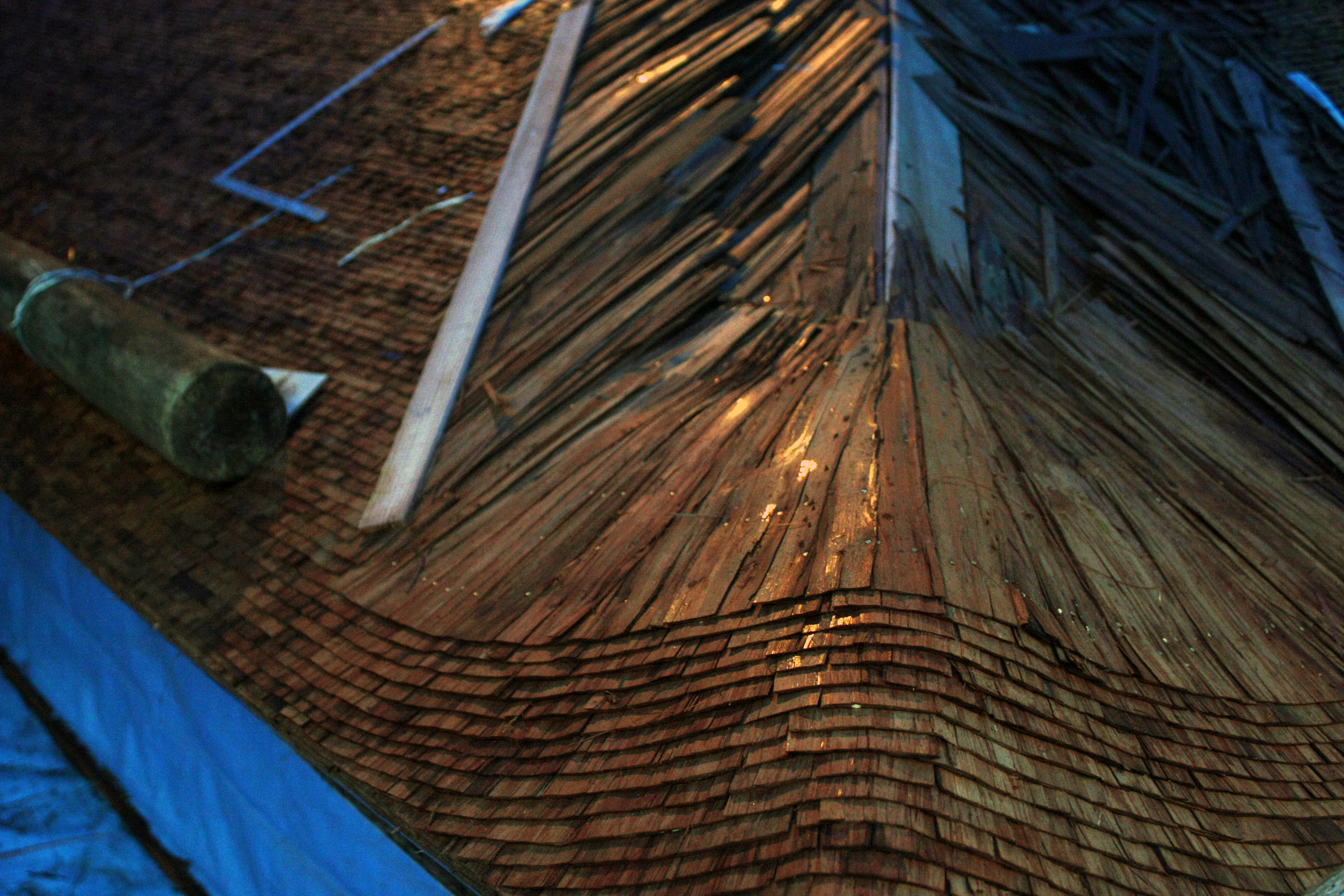
棟部分のなめらかな曲線
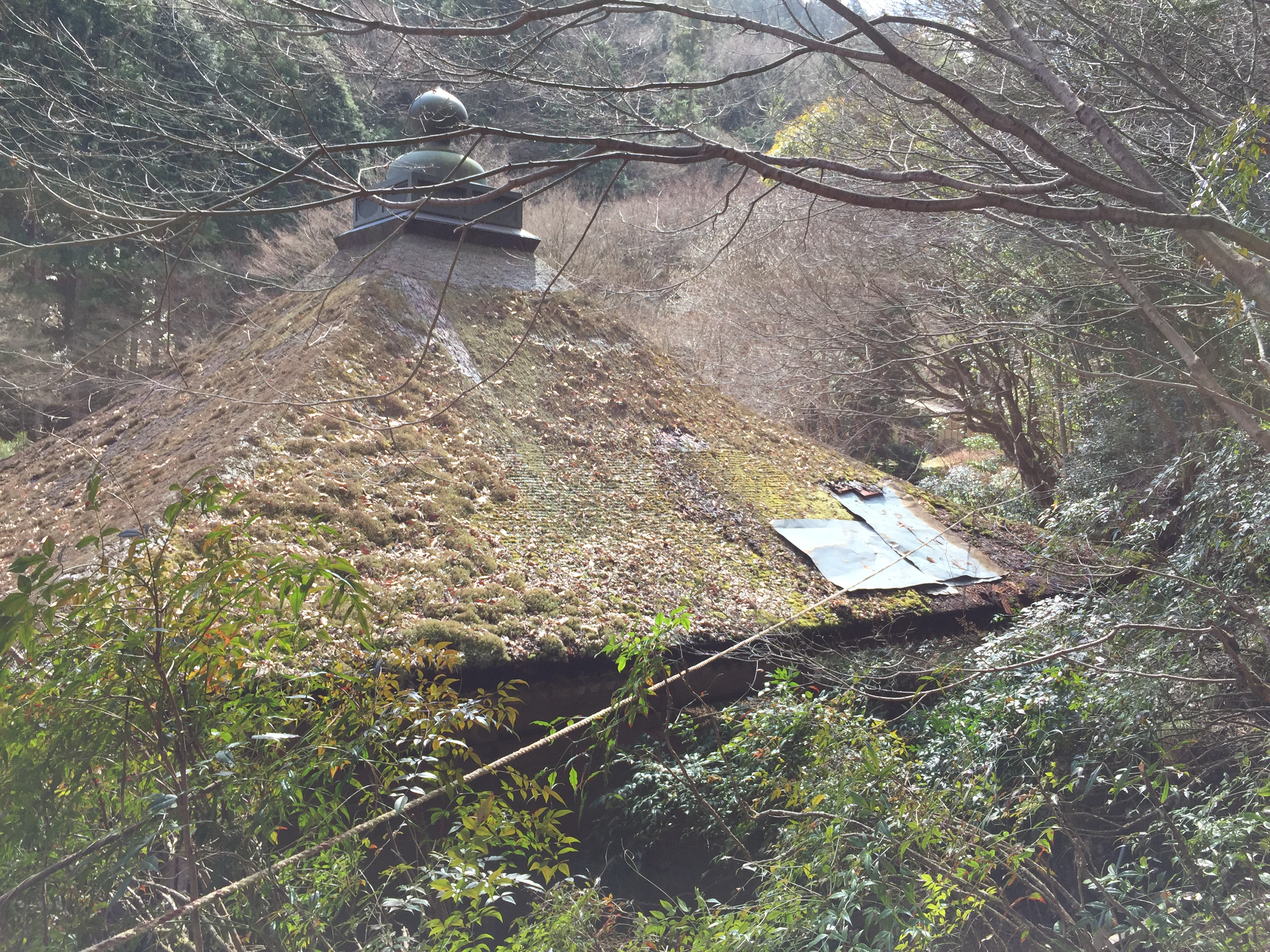
本堂屋根の山側破損状況
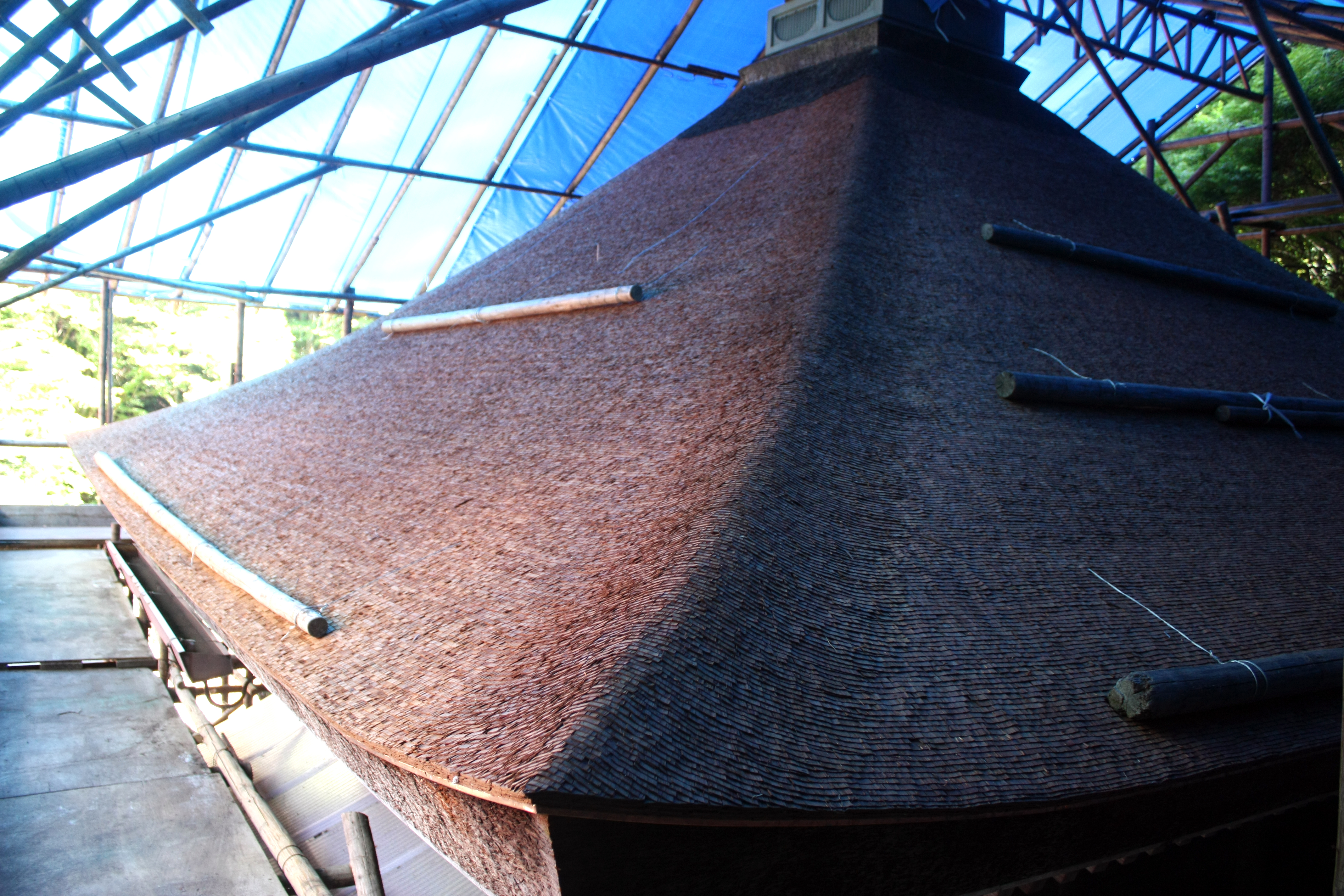
工事完成直前
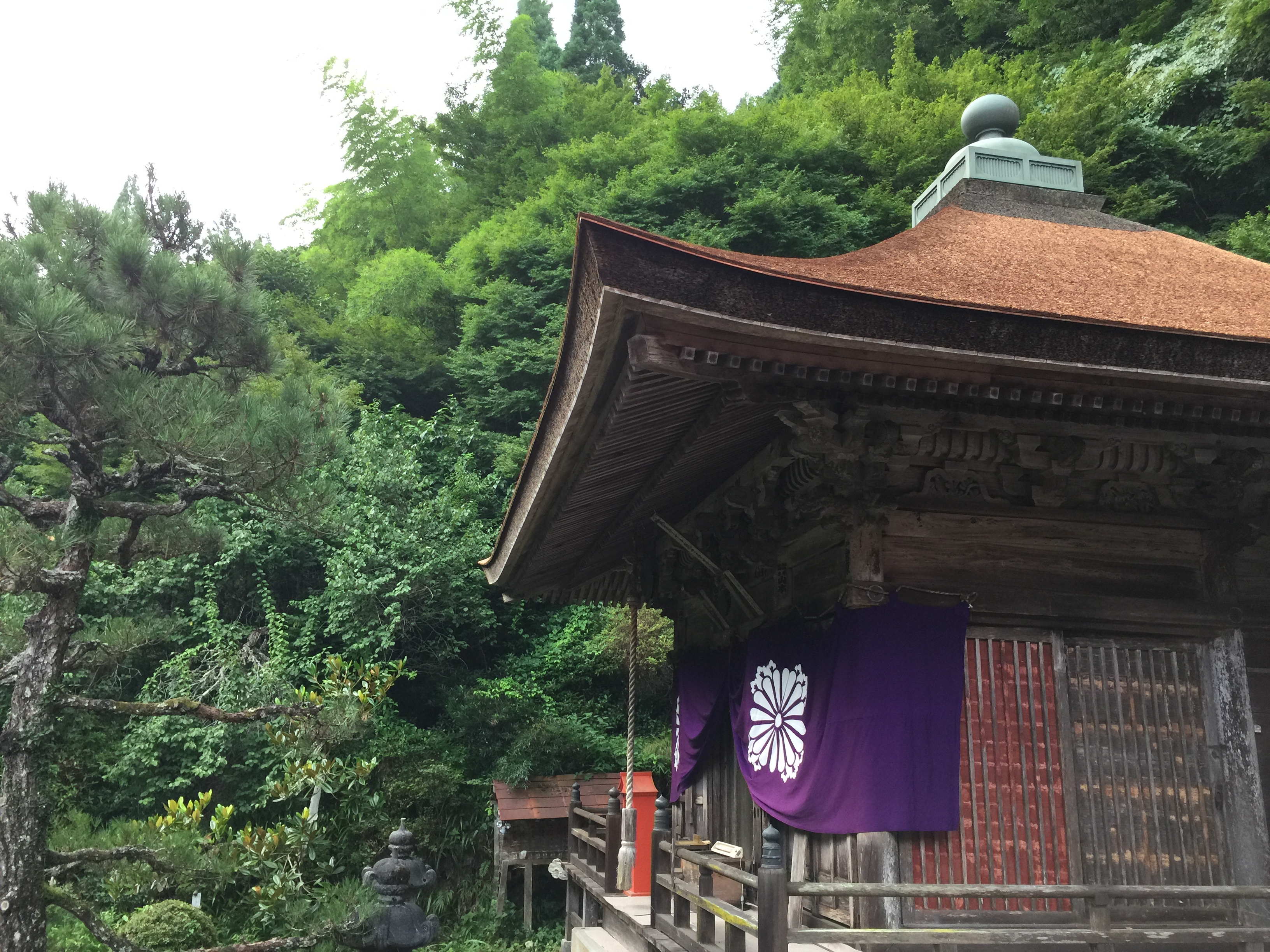
工事完成後側面
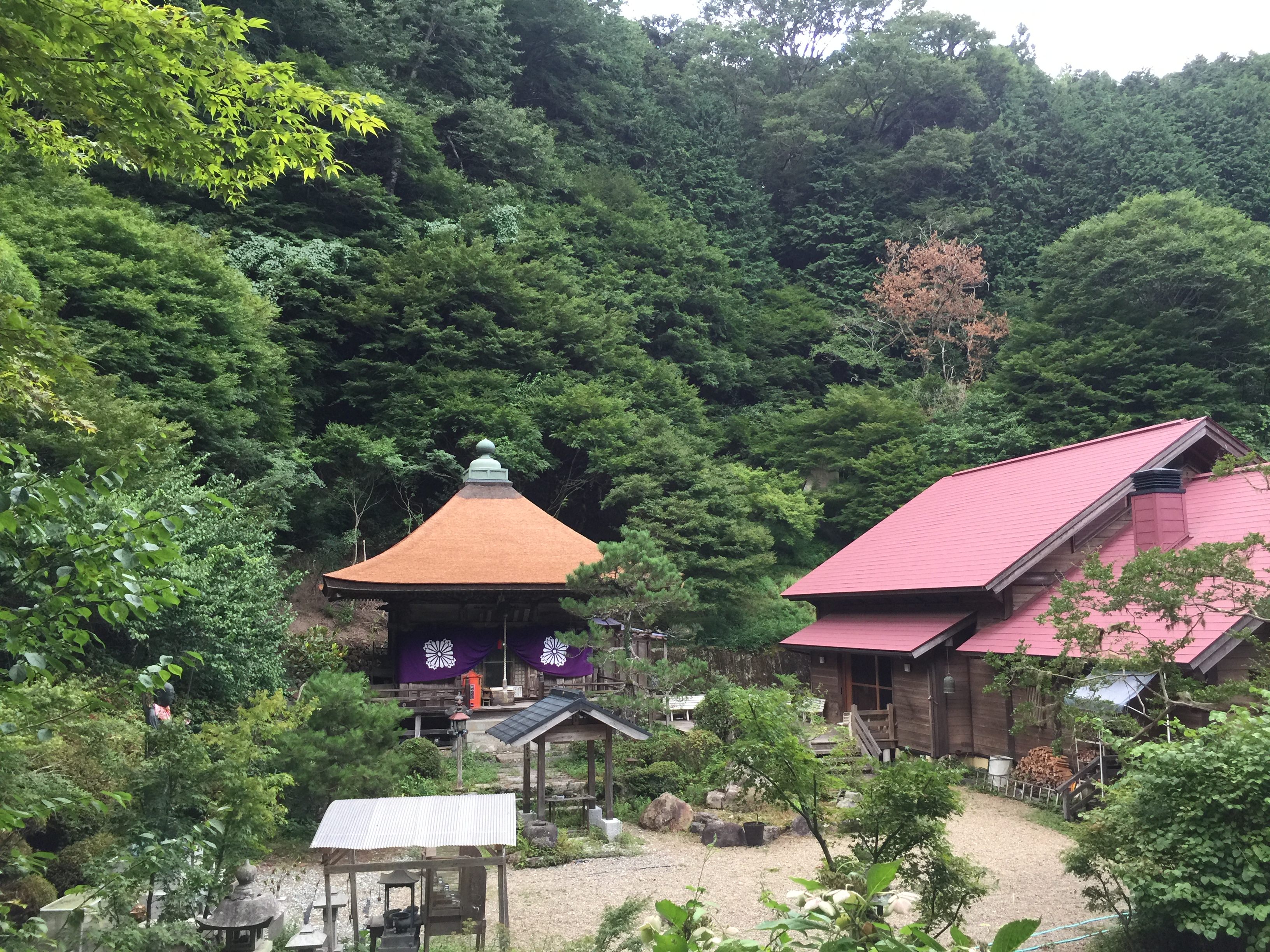
本堂全体の遠景

### 令和
令和2年（2020）12月、兵庫県の森林組合の事業で、武庫川源流域の山中に林道が整備される。

## 山中にある信仰の場所

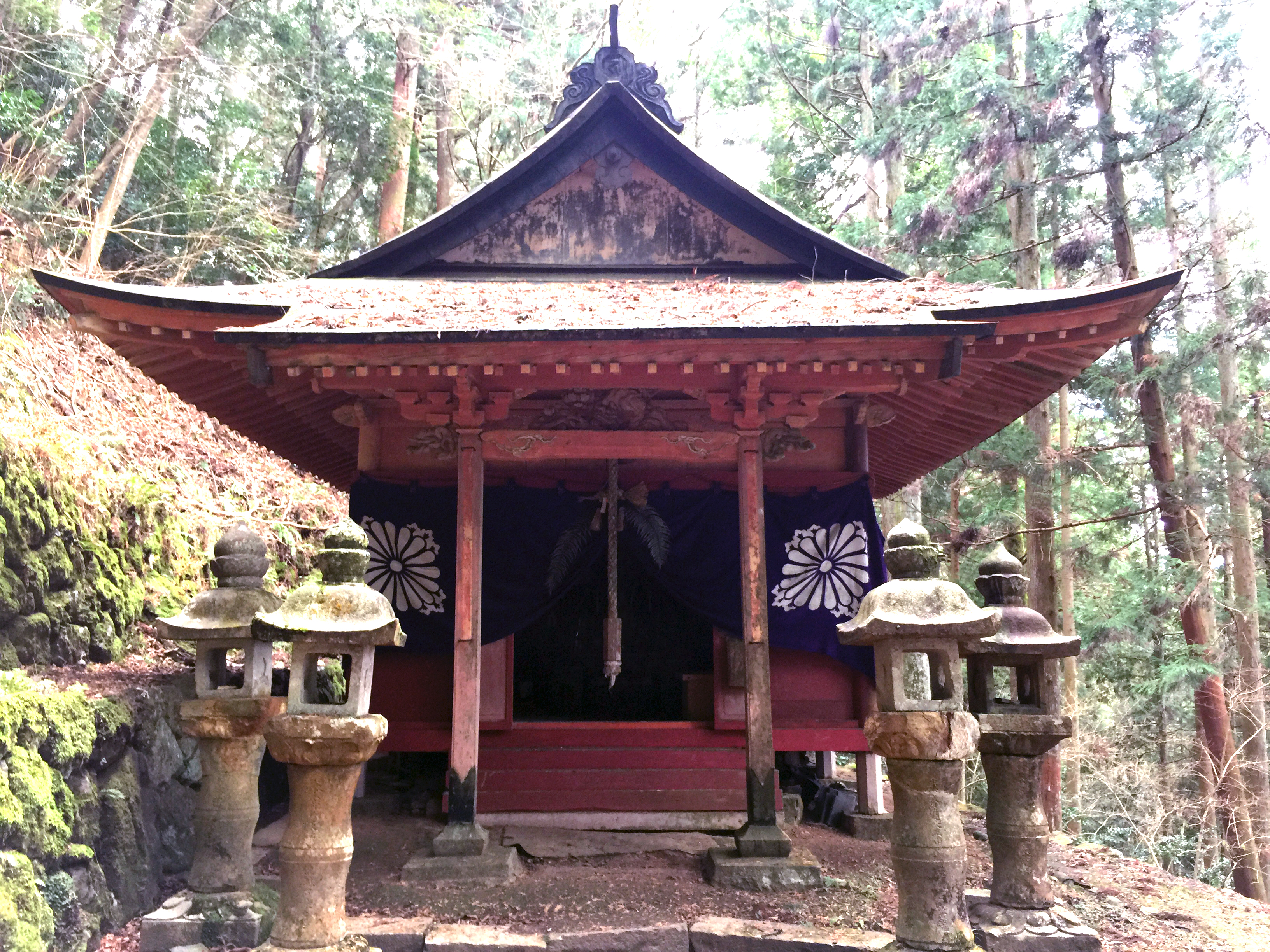
愛宕堂
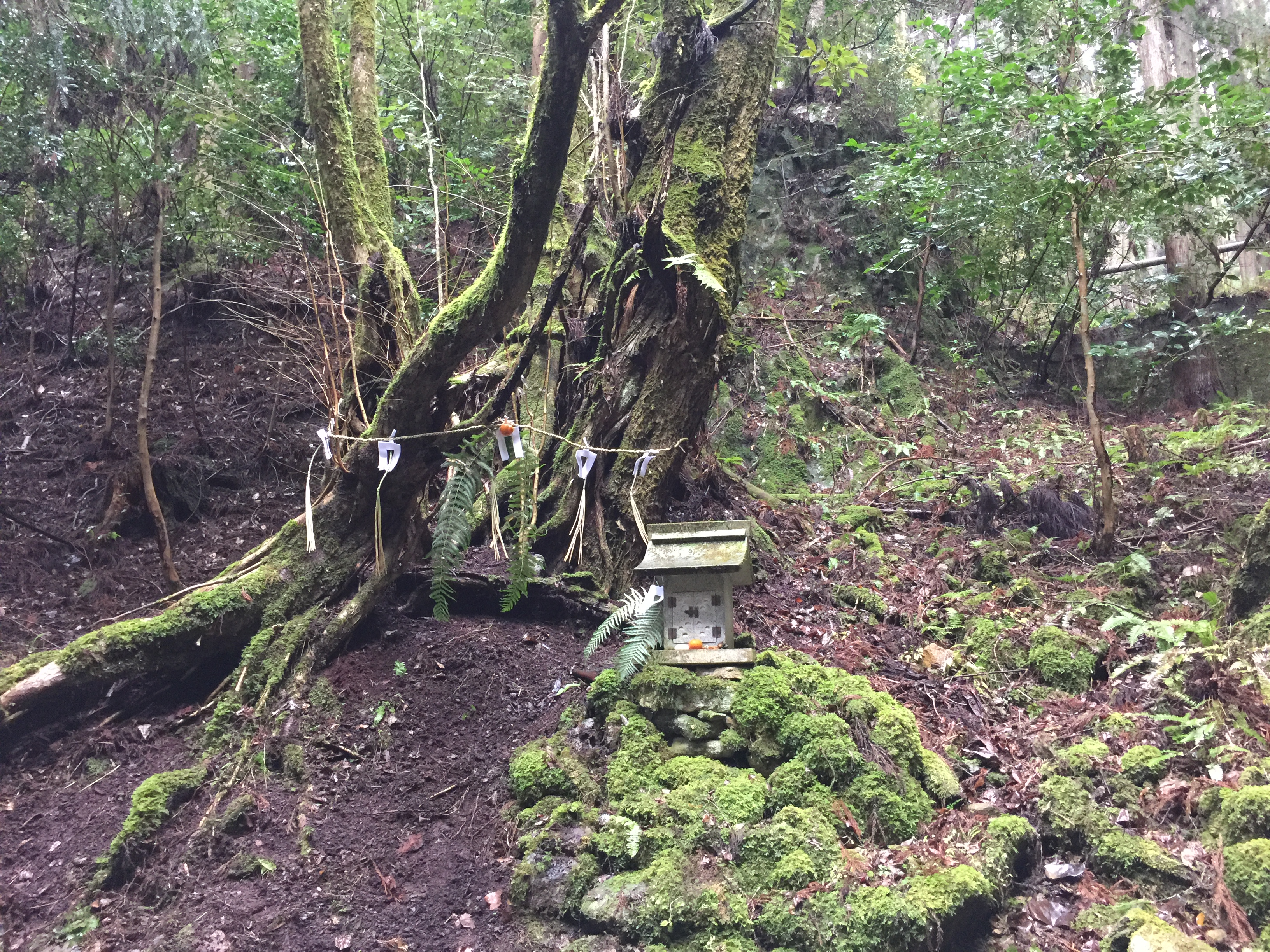
武庫川の源流にある、山の神を祀る祠
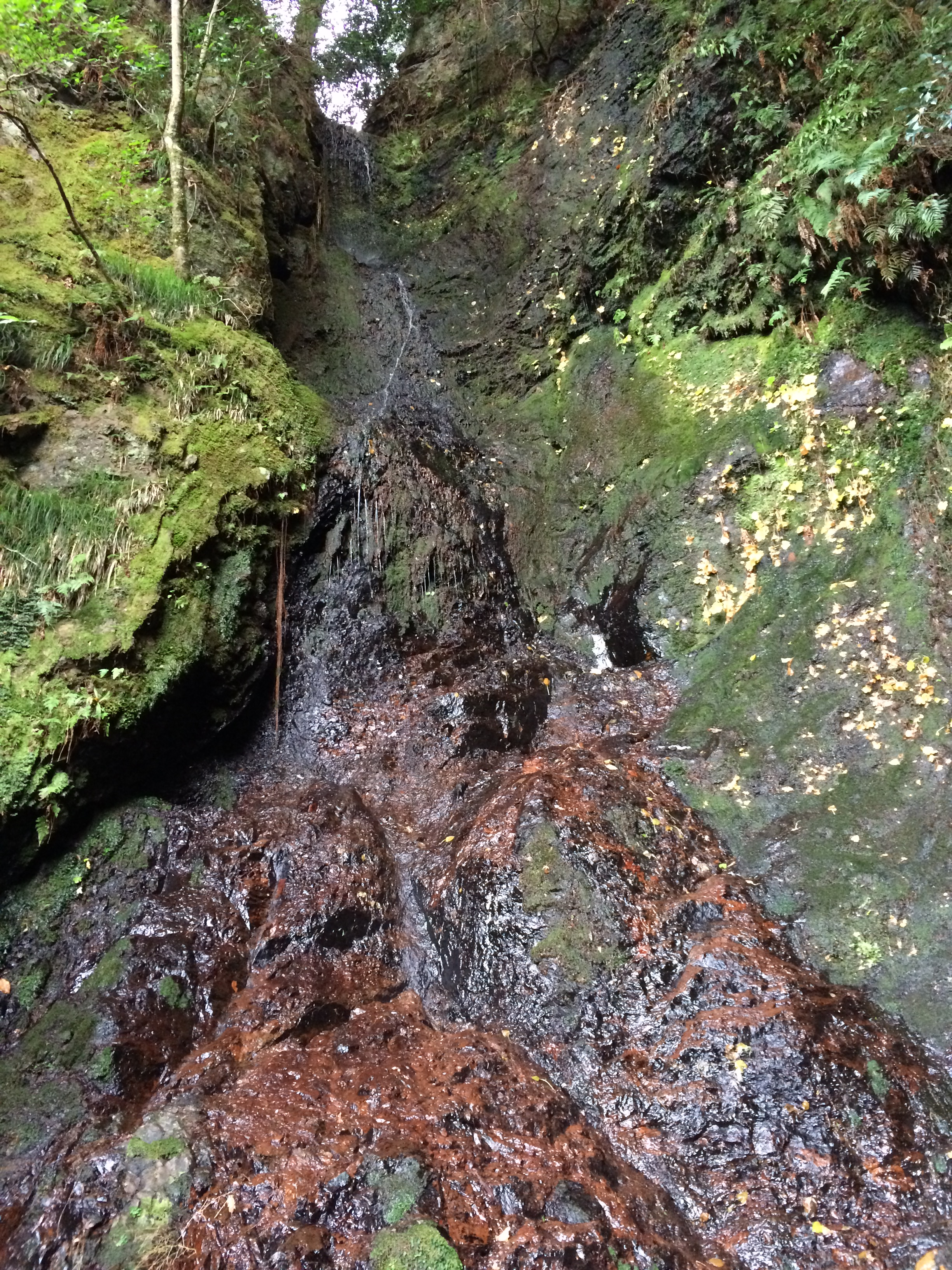
山中にある忍の滝（しのぶのたき）
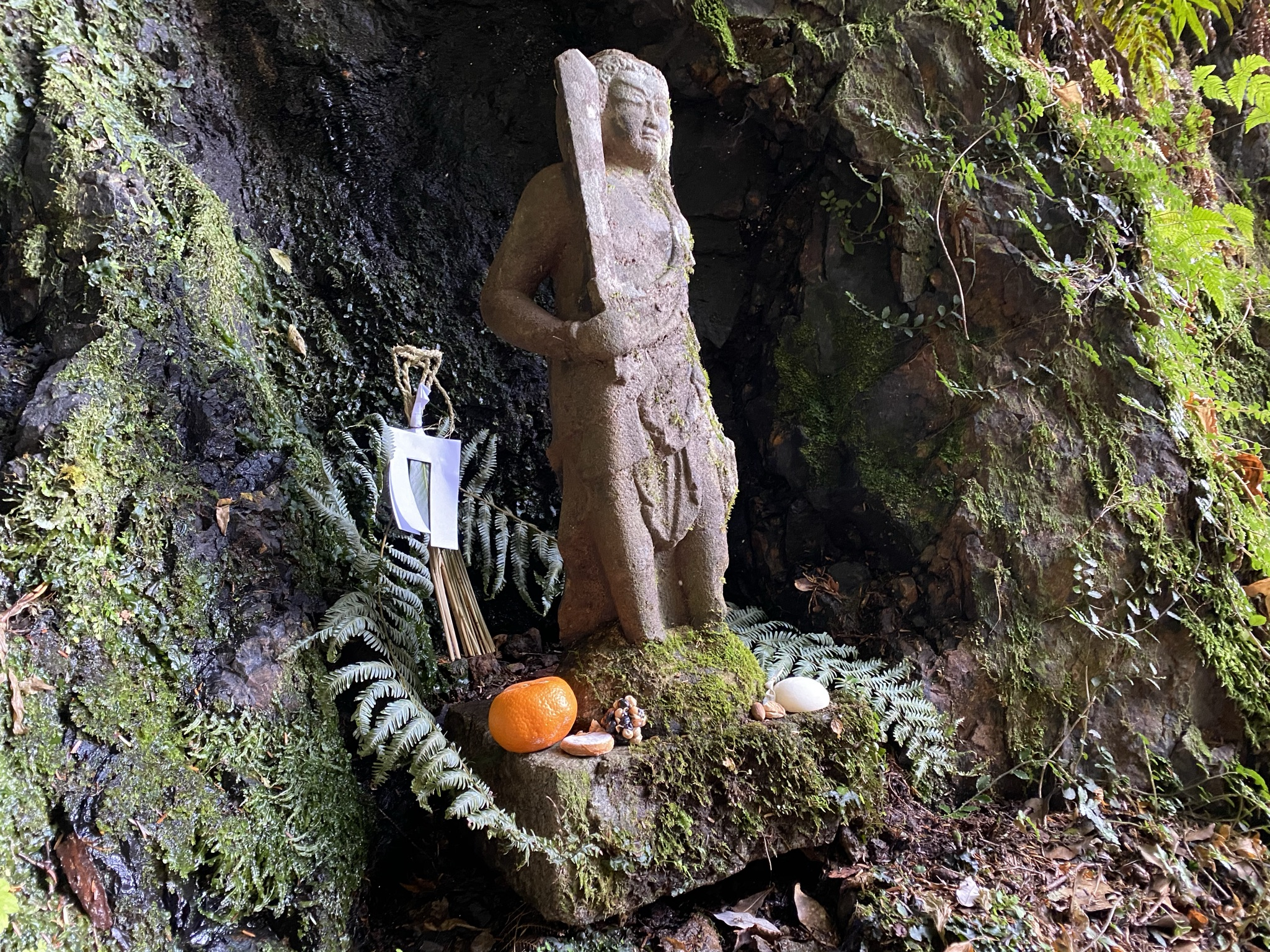
忍の滝にある不動尊
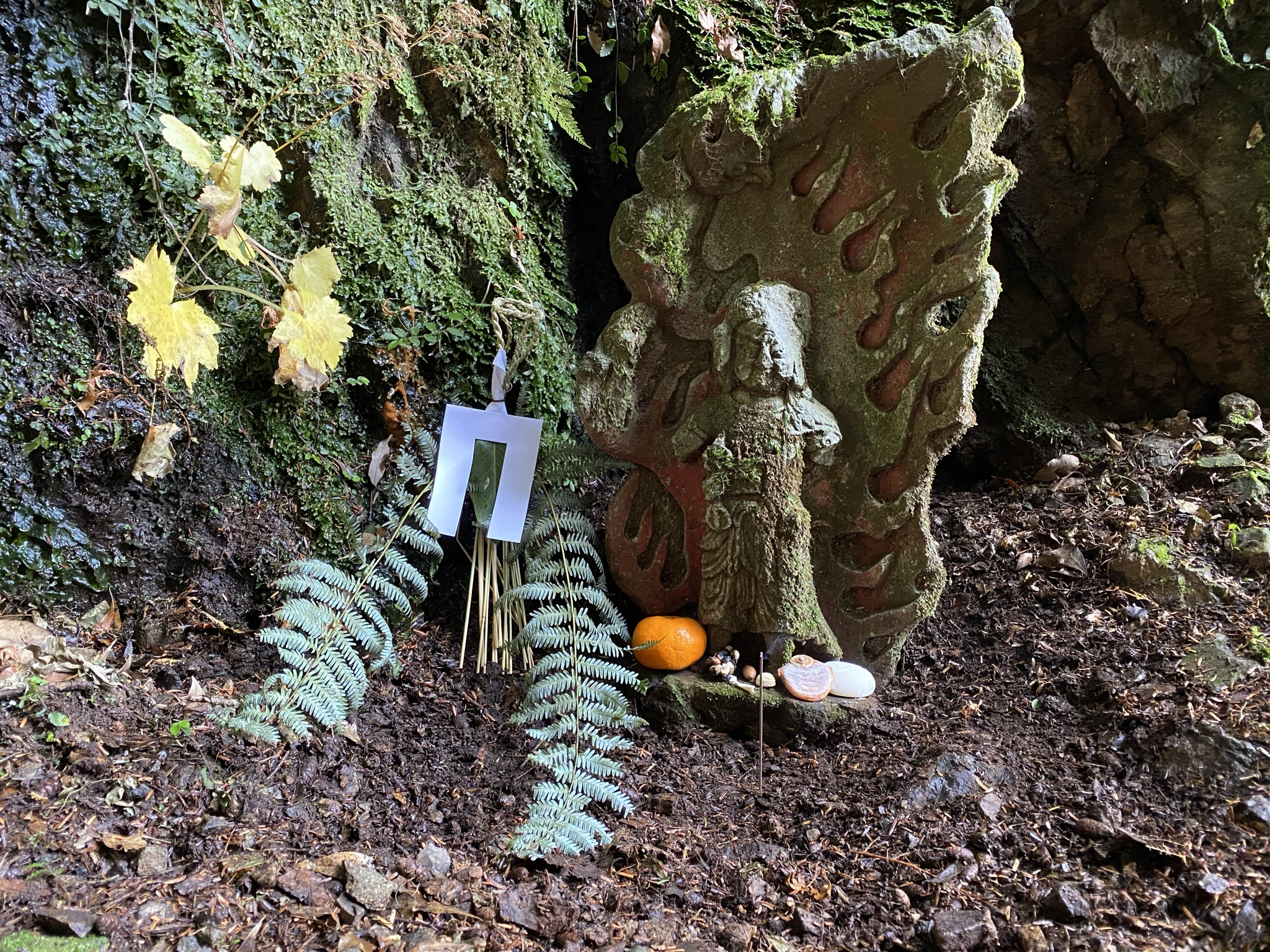
忍の滝にある不動尊（2体のうちの一体）

## 山中にある史跡など

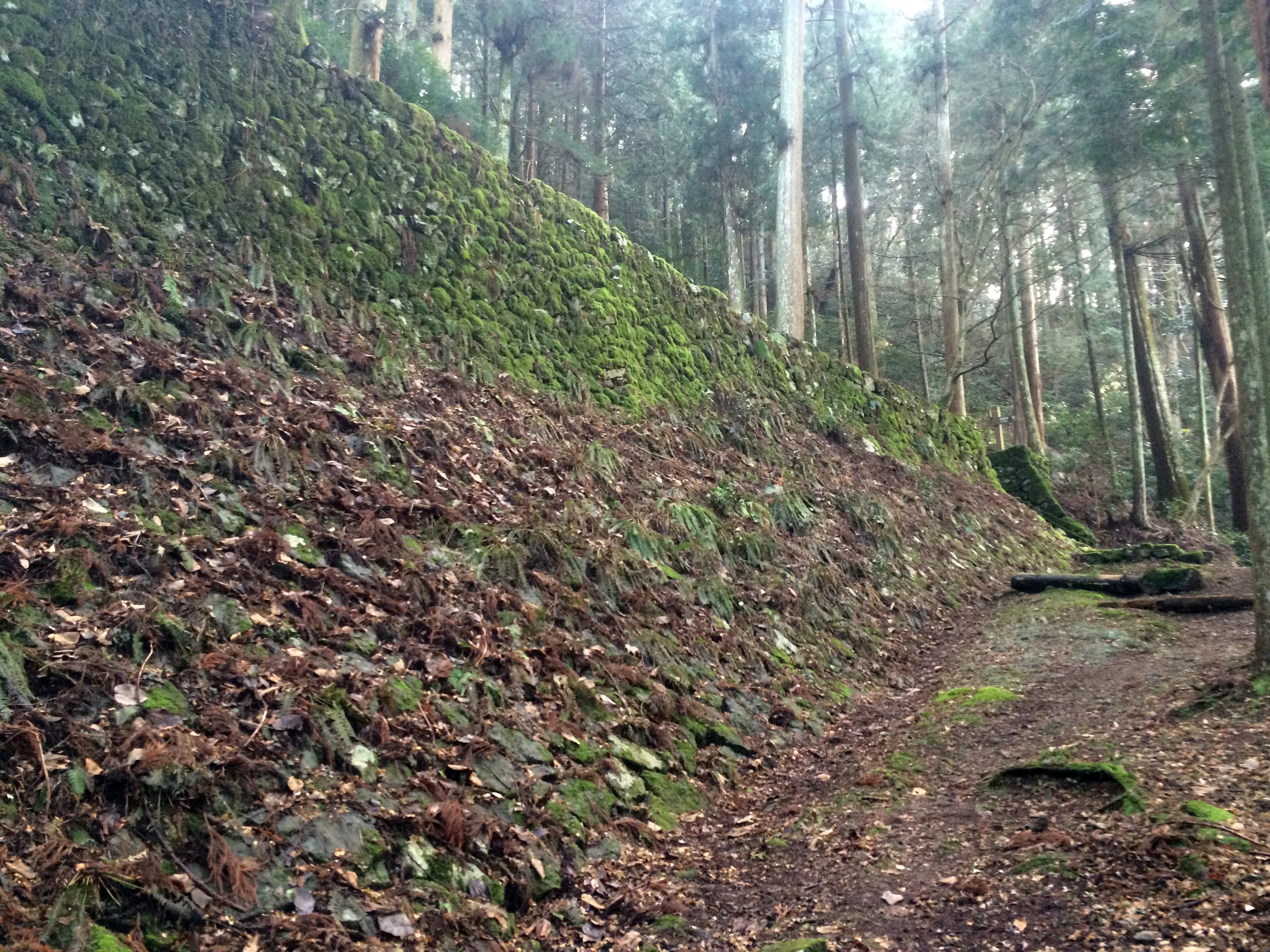
愛宕堂参道にある江戸期以前（鎌倉期以降）の穴太積み（あのうづみ）の石垣
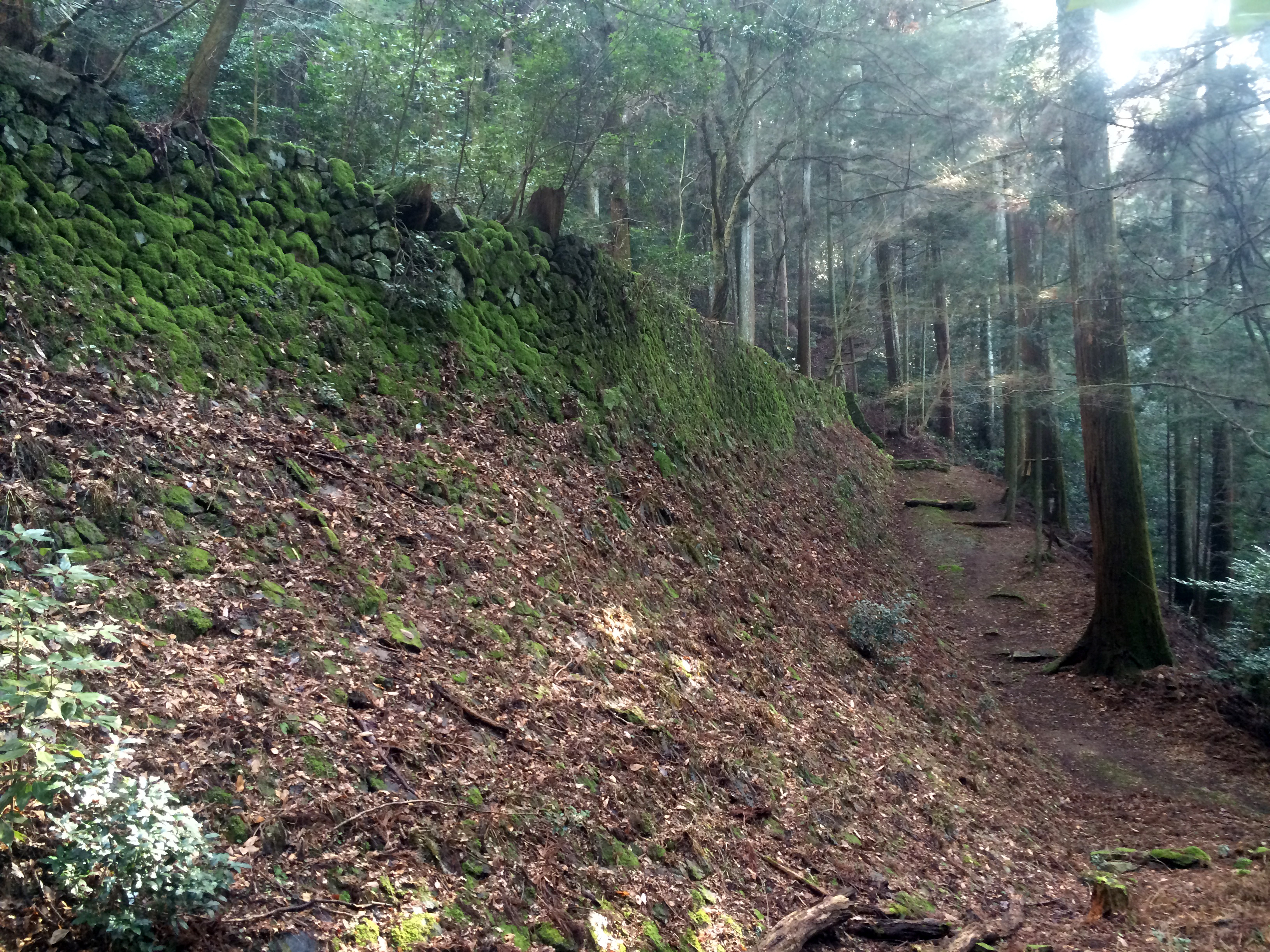
愛宕堂参道にある江戸期以前（鎌倉期以降）の石垣の全景

## 年中行事
■ 正月 修正会、聖天供、三千仏礼拝
■ 1月大寒前後の休日（三週目頃の土日）、寒中登山
■ 2月3日 節分星祭祈祷、不断経法要
■ 2月24日 山中の愛宕堂にて護摩法要（勝軍愛宕地蔵尊春季大祭）
■ 4月8日から1ヶ月間 釈尊灌仏会（お釈迦様の誕生を祝う）
■ 8月24日 勝軍愛宕地蔵尊夏季大祭と施餓鬼供養
■ 11月14日 子育て地蔵尊法要にて、子どもの成長祈願および水子供養
■ 12月末 除夜の鐘、三千仏礼拝
■ その他、毎月初　月半　聖天浴油供

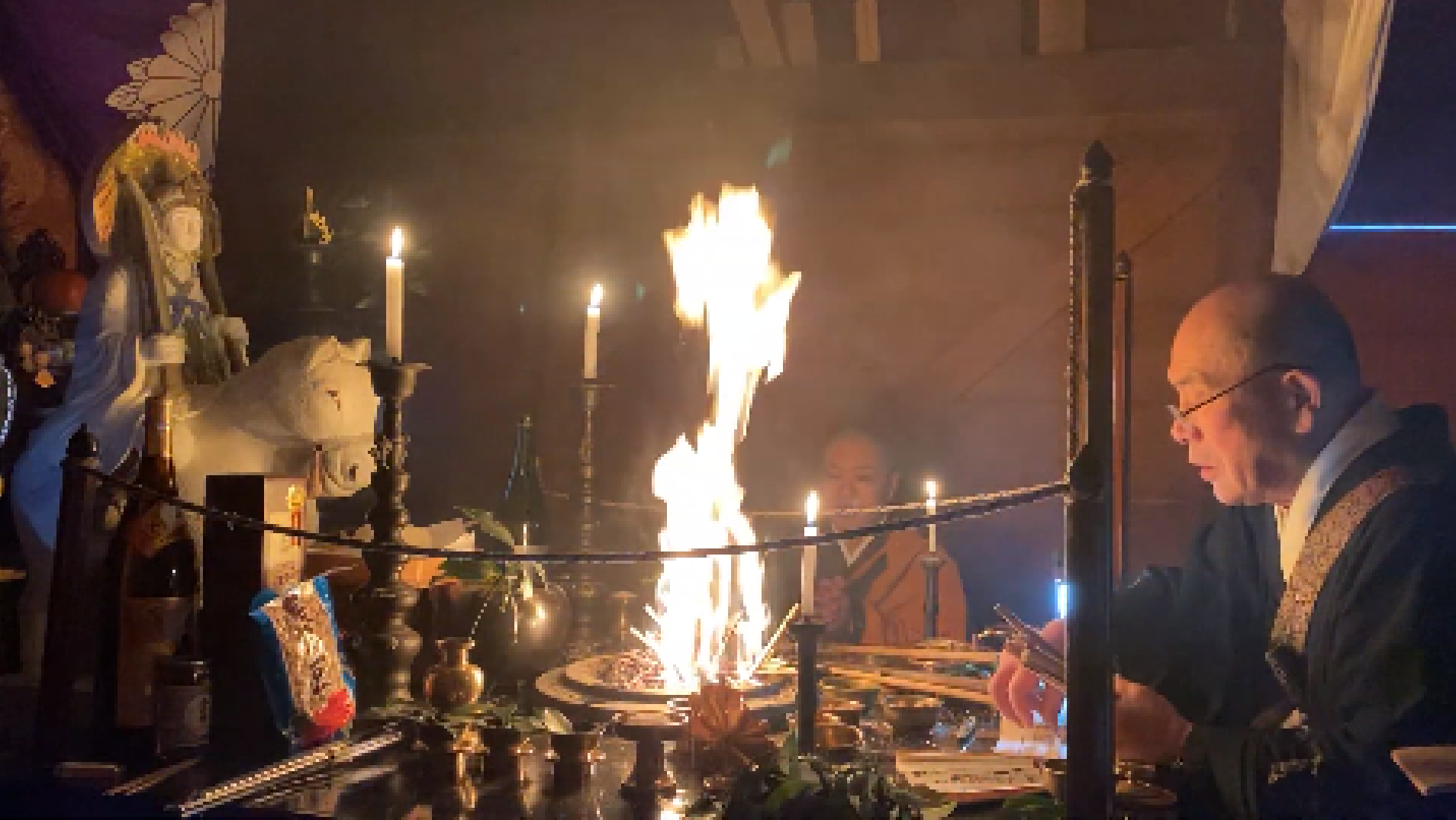
2月24日勝軍愛宕地蔵尊春季大祭の愛宕堂での護摩法要

## 四季の自然

### 春
- 3月上旬～4月初旬　梅林
- 3月下旬～4月　ミヤマカタバミ、ミツマタ、ヤマブキ
- 4月下旬　山門の山桜、シャガ、イカリソウ、筆リンドウ、山わさび、チャルメル草、ショウジョウバカマ、深山いちげ
- 5月　オドリコソウ、チゴユリ、カヤラン、テンナンショウ、もち花つつじ

### 夏
- 6月下旬　木いちご、本堂前のタイサンボク、ホタルの発光・群舞
- 7月　夏水仙、沢アジサイ、山アジサイ
- 8月　岩タバコ、水引草（ミズヒキソウ）

もみじの新緑、タツナミソウ、セッコク、ハギなど

### 秋
- 9月　釣舟草、ホトトギス、ヨメナ、ミゾソバ
- 10月　アケボノソウ、草アジサイ、茶の花
- 11月10日前後～　紅葉（全山）、フユイチゴ

### 冬
- 12月　雪景色、南天、ヤブコウジ、ミヤマシキミ
- 1月下旬 ロウバイ

## 札所
- 丹波古刹十五ヶ寺霊場第１番
- 丹波西国三十三ヶ所観音霊場第14番
- 多紀西国三十三ヶ所観音霊場第3番
- 多紀郡四国八十八箇所霊場第77番

## 交通
- JR西日本　福知山線　「南矢代駅」より4.6ｋｍ　徒歩1時間
- JR西日本　福知山線　「篠山口駅」より6.6ｋｍ　タクシーで14分
- 国道372号　龍蔵寺口より1.6ｋｍ

## 周辺施設
- 八上城
- 篠山城
- 重兵衛茶屋
- 栗栖野城